# Liste der Kulturdenkmale in Leipzig-Zentrum-Nordwest, A–J
Die Liste der Kulturdenkmale in Leipzig-Mitte (Zentrum-Nordwest) enthält die Kulturdenkmale des Leipziger Stadtteils „Zentrum-Nordwest“, die in der Denkmalliste vom Landesamt für Denkmalpflege Sachsen mit Stand 2017 erfasst wurden.
Aus Platzgründen ist diese Liste geteilt. In dieser Liste sind die Kulturdenkmale in den Straßen mit den Anfangsbuchstaben A–J erfasst. Die Kulturdenkmale in den Straßen K–Z sind in der Liste der Kulturdenkmale in Leipzig-Zentrum-Nordwest, K–Z aufgeführt.

## Legende
- Bild: Bild des Kulturdenkmals, ggf. zusätzlich mit einem Link zu weiteren Fotos des Kulturdenkmals im Medienarchiv Wikimedia Commons. Wenn man auf das Kamerasymbol klickt, können Fotos zu Kulturdenkmalen aus dieser Liste hochgeladen werden:
- Bezeichnung: Denkmalgeschützte Objekte und ggf. Bauwerksname des Kulturdenkmals
- Lage: Straßenname und Hausnummer oder Flurstücknummer des Kulturdenkmals. Die Grundsortierung der Liste erfolgt nach dieser Adresse. Der Link (Karte) führt zu verschiedenen Kartendiensten mit der Position des Kulturdenkmals. Fehlt dieser Link, wurden die Koordinaten noch nicht eingetragen. Sind diese bekannt, können sie über ein Tool mit einer Kartenansicht einfach nachgetragen werden. In dieser Kartenansicht sind Kulturdenkmale ohne Koordinaten mit einem roten bzw. orangen Marker dargestellt und können durch Verschieben auf die richtige Position in der Karte mit Koordinaten versehen werden. Kulturdenkmale ohne Bild sind an einem blauen bzw. roten Marker erkennbar.
- Datierung: Baubeginn, Fertigstellung, Datum der Erstnennung oder grobe zeitliche Einordnung entsprechend des Eintrags in der sächsischen Denkmaldatenbank
- Beschreibung: Kurzcharakteristik des Kulturdenkmals entsprechend des Eintrags in der sächsischen Denkmaldatenbank, ggf. ergänzt durch die dort nur selten veröffentlichten Erfassungstexte oder zusätzliche Informationen
- ID: Vom Landesamt für Denkmalpflege Sachsen vergebene, das Kulturdenkmal eindeutig identifizierende Objekt-Nummer. Der Link führt zum PDF-Denkmaldokument des Landesamtes für Denkmalpflege Sachsen. Bei ehemaligen Kulturdenkmalen können die Objektnummern unbekannt sein und deshalb fehlen bzw. die Links von aus der Datenbank entfernten Objektnummern ins Leere führen. Ein ggf. vorhandenes Icon  führt zu den Angaben des Kulturdenkmals bei Wikidata.

## Liste der Kulturdenkmale in Leipzig-Mitte (Zentrum-Nordwest)
| Bild                                    | Bezeichnung | Lage                                       | Datierung                                                             | Beschreibung | ID       |
| --------------------------------------- | --- | ------------------------------------------ | --------------------------------------------------------------------- | --- | -------- |
| Weitere Bilder                          | Wilhelmsteg; Einzeldenkmal der Sachgesamtheit Rosental: Fußgängerbrücke über die Parthe (siehe Sachgesamtheitsliste – Obj. 09304529) | (Karte)                                    | um 1900 (Fußgängerbrücke)                                             | mit Klinkerpfeiler und schmiedeeisernem Geländer, baugeschichtlich von Bedeutung | 09293114 |
| Weitere Bilder                          | Einzeldenkmal der Sachgesamtheit Rosental: Denkmal für Gustav Theodor Fechner (siehe Sachgesamtheitsliste – Obj. 09304529) | (Karte)                                    | 1897 (Denkmal)                                                        | im Rosental ursprünglich nordöstlich an der Großen Wiese, heute am Schweizerhaus im Zoo, zur Erinnerung an den Physiker und Anthropologen Gustav Theodor Fechner (1801–1887), personengeschichtlich von Bedeutung | 09304662 |
| Weitere Bilder                          | Einzeldenkmal der Sachgesamtheit Rosental: Denkmal für Carl Friedrich Zöllner (siehe Sachgesamtheitsliste – Obj. 09304529) | (Karte)                                    | 1868 (Denkmal)                                                        | am Südrand der Großen Wiese des Rosentals, Marmorbüste des Liederkomponisten Carl Friedrich Zöllner (1800–1860), auf Postament aus Rochlitzer Porphyrtuff mit vier singenden Knabenfiguren, ortsgeschichtlich von Bedeutung | 09290540 |
| Weitere Bilder                          | Sachgesamtheit Rosental, mit folgenden Einzeldenkmalen: Fußgängerbrücke über die Parthe (siehe Einzeldenkmalliste – Obj. 09293114), Zöllner-Denkmal (siehe Einzeldenkmalliste – Obj. 09290540), Fechner-Denkmal (siehe Einzeldenkmalliste – Obj. 09304662), Grenzsteine (siehe Einzeldenkmalliste – Obj. 09299185, Leibnizweg), Louise-Otto-Peters-Denkmal (siehe Einzeldenkmalliste – Obj. 09293112, Louise-Otto-Peters-Platz), weiterhin Parkanlage | (Karte)                                    | 1707 (Parkanlage), 1837 überformt (Parkanlage)                        | weitläufige Parkanlage mit altem Gehölzbestand, mit historischem Wegenetz und barocken Sichtachsen, ortsgeschichtlich und gartenkünstlerisch von Bedeutung | 09304529 |
| Direkt Bild zu diesem Denkmal hochladen | Denkmalschutzgebiet Waldstraßenviertel (Vorschlag) | (Karte)                                    | 19. Jh.-Mitte 20. Jh. (Denkmalschutzgebiet)                           | Denkmalschutzgebiet Waldstraßenviertel (Vorschlag) | 09306028 |
| Direkt Bild zu diesem Denkmal hochladen | Straßenbrücke über das Elsterflutbecken | Am Sportforum (Karte)                      | um 1915 (Straßenbrücke)                                               | mehrbogige Brücke in Kalksteinquader und Kunststein, in architektonisch ansprechender Gestaltung, baugeschichtlich, technikgeschichtlich und ortsgeschichtlich von Bedeutung | 09293763 |
| Weitere Bilder                          | Einzeldenkmale der Sachgesamtheit Sportforum: der östliche Hauptzugang (Anschrift: Friedrich-Ebert-Straße 111) mit Kassenhäuschen und Funktionsgebäuden sowie Treppenanlage mit Plastiken, Gebäude der Eingänge an der Nordseite und Westseite und Terrassenbau zum Elsterflutbecken, Südanlage mit Glockenturm und breitgelagertem Terrassenbau, Gedenktafel für Werner Seelenbinder, geschlossene ovale Wallanlage mit Aufgängen, südlich vorgelagertes Areal der Festwiese mit Vorplatzgestaltung an der Jahnallee (siehe auch Sachgesamtheitsliste – Obj. 09304665, Am Sportforum 3) | Am Sportforum 3 (Karte)                    | 1954–1956 (Stadion), 1959 (Gedenktafel)                               | zum Sportforum gehört das kurz zuvor errichtete Schwimmstadion, Seltenheits-, Geschichts- und Erinnerungswert, Architekturzeugnis im Stil der Nationalen Bautradition der 1950er Jahre, Kulturdenkmal von nationaler Bedeutung | 09293974 |
| Direkt Bild zu diesem Denkmal hochladen | Sachgesamtheit Sportforum, mit den Einzeldenkmalen: Nordtribüne des Schwimmstadions (siehe Einzeldenkmalliste – Obj. 09299390, Friedrich-Ebert-Straße, bei Nr. 97) und Stadion mit Hauptgebäude (Anschrift: Am Sportforum 3), der östliche Hauptzugang (Anschrift: Friedrich-Ebert-Straße 111) mit Kassenhäuschen und Funktionsgebäuden sowie Treppenanlage mit Plastiken, Gebäude der Eingänge an der Nordseite und Westseite und Terrassenbau zum Elsterflutbecken, Südanlage mit Glockenturm und breitgelagertem Terrassenbau, geschlossene ovale Wallanlage mit Aufgängen, südlich vorgelagertes Areal der Festwiese mit Vorplatzgestaltung an der Jahnallee (siehe Einzeldenkmalliste – Obj. 09293974, Am Sportforum 3), Allee an der Friedrich-Ebert-Straße (siehe auch Obj. 09290167) und als Sachgesamheitsteile: Terrassenanlage vor dem östlichen Hauptgebäude mit Treppen und Vorplatz an der Friedrich-Ebert-Straße | Am Sportforum 3 (Karte)                    | 1950–1952 (Schwimmstadion), 1954–1956 (Zentralstadion)                | geschichtliche, gartenhistorische und künstlerische Bedeutung, Seltenheitswert, Erinnerungswert, Kulturdenkmal von nationaler Bedeutung | 09304665 |
| Direkt Bild zu diesem Denkmal hochladen | Ehemaliges Jugendheim (mit drei Bauten), später Gebäudegruppe der Deutschen Hochschule für Körperkultur | Am Sportforum 10 (Karte)                   | 1937–1940 (Jugendheim)                                                | Putzbauten mit Natursteinverkleidung, erbaut als HJ-Heim (»Hermann-Göring-Heim« genannt), ortsgeschichtlich und baugeschichtlich von Bedeutung; Gebäudekomplex des SC DHfK Leipzig | 09293758 |
|                                         | Mietshaus in offener Bebauung | Christianstraße 1 (Karte)                  | 1900–1903 (Mietshaus)                                                 | Putzfassade, Fachwerkgiebel, Eckerker, bleiverglaste Treppenhausfenster, im Reformstil der Zeit um 1910, Wohnhaus des Architekten Emil Franz Hänsel (1870–1943), von ihm selbst entworfen, baugeschichtlich, städtebaulich und personengeschichtlich von Bedeutung | 09291542 |
| Weitere Bilder                          | Mietshaus in offener Bebauung und Remise | Christianstraße 3 (Karte)                  | 1902 (Mietshaus)                                                      | Putzfassade, Fachwerkgiebel, Erker, teilweise bleiverglaste Treppenhausfenster, im Reformstil der Zeit um 1910, Architekt: Emil Franz Hänsel, baugeschichtlich und städtebaulich von Bedeutung | 09291543 |
|                                         | Mietshaus in offener Bebauung und seitliche Toreinfahrten | Christianstraße 4 (Karte)                  | 1908 (Mietshaus)                                                      | Putzfassade, markanter Kastenerker, Ecktürme, bleiverglaste Treppenhausfenster, Prägetapete, baugeschichtlich und städtebaulich von Bedeutung | 09291544 |
| Weitere Bilder                          | Mietshaus in halboffener Bebauung (bauliche Einheit mit Waldstraße 72) | Christianstraße 5 (Karte)                  | 1890er Jahre (Mietshaus)                                              | historisierende Klinkerfassade, geätzte Treppenhausfenster, baugeschichtlich und städtebaulich von Bedeutung | 09291545 |
|                                         | Mietshaus in offener Bebauung | Christianstraße 6 (Karte)                  | 1910–1911 (Mietshaus)                                                 | Klinkerfassade mit Sandsteingliederungen, bleiverglaste Treppenhausfenster, Reformstilarchitektur, baugeschichtlich und städtebaulich von Bedeutung | 09291546 |
|                                         | Mietshaus in geschlossener Bebauung (bauliche Einheit mit Nr. 9) | Christianstraße 7 (Karte)                  | um 1890 (Mietshaus)                                                   | neobarocke Putzfassade, Stuck und Fußbodenkacheln im Eingangsbereich, baugeschichtlich und städtebaulich von Bedeutung | 09291547 |
|                                         | Mietshaus in geschlossener Bebauung (bauliche Einheit mit Nr. 7) | Christianstraße 9 (Karte)                  | um 1890 (Mietshaus)                                                   | neobarocke Putzfassade, geätzte Treppenhausfenster, Ausmalung und Stuckpilaster im Eingangsbereich, baugeschichtlich und städtebaulich von Bedeutung | 09291548 |
|                                         | Mietshaus in geschlossener Bebauung | Christianstraße 11 (Karte)                 | um 1900 (Mietshaus)                                                   | mit Hausdurchfahrt, historisierende Klinkerfassade, Kastenerker, Wand- und Fußbodenfliesen im Eingangsbereich, baugeschichtlich und städtebaulich von Bedeutung | 09291549 |
|                                         | Mietshaus in geschlossener Bebauung | Christianstraße 13 (Karte)                 | 1898 (Mietshaus)                                                      | kräftig gegliederte Klinkerfassade mit zwei Erkern, bleiverglaste Treppenhausfenster, Stuck im Eingangsbereich, baugeschichtlich und städtebaulich von Bedeutung | 09291550 |
|                                         | Mietshaus in geschlossener Bebauung | Christianstraße 15 (Karte)                 | bezeichnet 1898 (Mietshaus)                                           | späthistoristische Klinkerfassade, Mittelerker mit Giebel, Büste in Blendnische über dem Eingang, bleiverglaste Treppenhausfenster, baugeschichtlich und städtebaulich von Bedeutung | 09291551 |
|                                         | Mietshaus in geschlossener Bebauung | Christianstraße 17 (Karte)                 | um 1900 (Mietshaus)                                                   | historistische mittenbetonte Klinkerfassade, teilweise geätzte Treppenhausfenster, baugeschichtlich und städtebaulich von Bedeutung | 09291552 |
|                                         | Mietshaus in geschlossener Bebauung | Christianstraße 19 (Karte)                 | um 1900 (Mietshaus)                                                   | historistische Klinkerfassade, Stuck und Holzpaneele im Eingangsbereich, baugeschichtlich und städtebaulich von Bedeutung | 09291553 |
|                                         | Mietshaus in geschlossener Bebauung und in Ecklage | Christianstraße 21 (Karte)                 | bezeichnet 1899 (Mietshaus)                                           | repräsentative historistische Klinkerfassade mit Sandsteingliederung, Eckerker, teilweise bleiverglaste Treppenhausfenster, baugeschichtlich und städtebaulich von Bedeutung | 09291554 |
|                                         | Mietshaus in geschlossener Bebauung | Christianstraße 23 (Karte)                 | um 1900 (Mietshaus)                                                   | historistische Klinkerfassade, Mittelerker, teilweise geätzte Treppenhausfenster, Stuck im Eingangsbereich, baugeschichtlich und städtebaulich von Bedeutung | 09291555 |
| Weitere Bilder                          | Drei Mehrfamilienhäuser einer Wohnanlage, mit Vorgarten und Einfriedungsmauern, Garagen und Vorplatzpflasterung sowie Siedlungsgrün im Hof | Christianstraße 24; 26; 28 (Karte)         | 1937–1938 (Mehrfamilienwohnhaus)                                      | Wohnanlage mit Eitingonstraße 2-10, traditionalistische Putzfassade mit Stilelementen der Moderne, baugeschichtlich und städtebaulich von Bedeutung | 09291556 |
|                                         | Mietshaus in geschlossener Bebauung und Hofgebäude | Christianstraße 25 (Karte)                 | bezeichnet 1900 (Mietshaus)                                           | Vordergebäude mit Hausdurchfahrt, historisierende Klinkerfassade, schmiedeeiserne Balkons, teilweise bleiverglaste Treppenhausfenster, Hofgebäude ehemaliger Pferdestall, baugeschichtlich und städtebaulich von Bedeutung | 09300752 |
|                                         | Mietshaus in geschlossener Bebauung | Christianstraße 27 (Karte)                 | um 1900 (Mietshaus)                                                   | historistische Klinkerfassade, Schablonenmalerei im Innern, geätzte Treppenhausfenster, baugeschichtlich und städtebaulich von Bedeutung | 09291559 |
|                                         | Mietshaus in halboffener Bebauung und in Ecklage | Christianstraße 29 (Karte)                 | um 1900 (Mietshaus)                                                   | historistische Putzfassade, abgeschrägte Ecke von Erkern begleitet, bleiverglaste Treppenhausfenster, Windfangtür mit geätzter Verglasung, baugeschichtlich und städtebaulich von Bedeutung | 09291561 |
|                                         | Fünf Mehrfamilienhäuser einer Wohnanlage, mit Vorgarten und Einfriedungsmauern sowie Siedlungsgrün im Hof | Eitingonstraße 2; 4; 6; 8; 10 (Karte)      | 1936–1937 (Mehrfamilienwohnhaus)                                      | Wohnanlage mit Christianstraße 24-28, traditionalistische Putzfassade mit Stilelementen der Moderne, baugeschichtlich und städtebaulich von Bedeutung | 09291588 |
|                                         | Krankenhaus in offener Bebauung sowie Gedenktafel im Eingangsbereich | Eitingonstraße 12 (Karte)                  | bezeichnet 1925–1928 (Krankenhaus), bezeichnet 1928 (Gedenktafel)     | einfache Putzfassade im traditionalistischen Stil der 1920er Jahre, erbaut als Israelitisches Krankenhaus, erste jüdische Klinik Sachsens, gestiftet durch den Kaufmann Chaim Eitingon (Gedenktafel im Haus), baugeschichtlich und ortsgeschichtlich von Bedeutung | 09293028 |
|                                         | Mietshaus in offener Bebauung, mit Garten | Emil-Fuchs-Straße 1 (Karte)                | 1872 (Mietshaus)                                                      | villenartiges Gebäude, Wohnort von Hans Driesch in dessen Leipziger Jahren, historistische Putzfassade, Standerker an der Straßenseite, baugeschichtlich von Bedeutung Denkmaltext Dezember 1872 Antrag von Kramermeister Gustav Kreutzer auf Bau eines Wohngebäudes. Pläne von Architekt Bruno Grimm. Langgestreckter dreigeschossiger Rechteck-Bau mit Tiefenerstreckung in den Garten. Die dreiachsige Straßenfront und die fünfachsigen Seitenfronten durch Mittelrisalite gegliedert, zur Straße hin als Standerker mit akroterienbekröntem Giebeldreieck, zur Gartenseite im Westen mit vorgelagerter Terrasse. Der Eingang an der Ostseite führt zu einem schmalen Vorsaal, an den sich ein langer Korridor anschließt, an dem nach Osten zu die Wirtschafts- und Dienstbotenräume gelegen waren. Mit dieser Grundrisseinteilung, die sich in jeder Etage wiederholt, ist der Bau als Mietvilla gekennzeichnet. Die Repräsentationsräume lagen an der Straßen- bzw. der Gartenseite, eine Hausmannswohnung befand sich im Souterrain. Die Fassaden sind mit durchgehender Putznutung im Erdgeschoß, strenger geradliniger Fensterarchitektur, flachem Walmdach über vorspringendem Konsolgesims und festongeschmücktem Drempel in klassischen Formen gehalten. Nach mehrfachem Besitzerwechsel kam das Haus 1921 an die Universität, nach 1945 war hier das Slawische Institut, später das Institut für Religionssoziologie unter Emil Fuchs ansässig. LfD 1998/2002 | 09290082 |
|                                         | Mietvilla mit Villengarten und Einfriedung | Emil-Fuchs-Straße 2 (Karte)                | 1873–1874 (Mietvilla)                                                 | repräsentative historistische Putzfassade, baugeschichtlich von Bedeutung Denkmaltext Mai 1873 Bauantrag von Kaufmann Gustav Hermann Polter, Pläne von Maurermeister Heinrich Pausch. Nach ersten Zeichnungen, die einen Bau mit französischem Dach, ovalen Dachfenstern sowie üppig mit Halbsäulen, Hermenpilastern, Maskenmedaillons usw. ausgestatteter Fassade vorsahen, erfolgte im Oktober 1873 eine Planänderung. Die ausgeführte, erheblich im Bauschmuck reduzierte Variante entspricht dem klassischen Villenschema mit quadratischem Grundriss, Mittelrisaliten an Straßen- und Ostseite, ädikulagerahmten Fenstern und Flachdach über Mezzaningeschoß und vorspringendem Konsolgesims.Der repräsentativ gestaltete Haupteingang an der Westseite führt zu einer quadratischen Mitteldiele von der nach der Straße Wohn- und Empfangszimmer, nach Osten der Speisesaal mit Wintergartenvorbau nach Nordwesten der Salon und das Herrenzimmer ausgingen. Eine Terrasse mit Freitreppe führt in den Garten. Im ersten Obergeschoß lagen sieben fast gleichgroße, quadratische Räume: Schlafzimmer, Bad, Fremdenzimmer, Schrankzimmer usw., während das Mezzanin die Dienstbotenräume aufnahm. Neben dem Haupteingang führten zwei Nebeneingänge zu Küche und Wirtschaftsräumen im Souterrain.1935 Teilung in Etagenwohnungen, die bis dahin in jüdischen Besitz befindliche Villa kam 1941 an das DRK, 1946 an die Landesverwaltung Sachsen, 1955 an das Ministerium des Inneren (KVP) und 1987 an die Volkspolizeidirektion. (2 Kopien: Fassade u. Grundriss) LfD 1998/2002 | 09290083 |
| Weitere Bilder                          | Villa mit Remise, Villengarten, Einfriedung und Pergola im Garten | Emil-Fuchs-Straße 3 (Karte)                | 1911 (Villa)                                                          | monumentale Sandsteinfassade, Marmor im Eingangsbereich, Reformstil-Architektur, baugeschichtlich von Bedeutung Denkmaltext Die Villa liegt auf dem ehemaligen Areal des städtischen „Irrensiechenhauses“ und der Ratsfreischule Leipzig, das 1909 parzelliert worden ist. Die Lage des fast 3000 Quadratmeter großen halbkreisförmigen Grundstücks zwischen Rosentalgasse und Jacobstraße unmittelbar am Rosental war für eine anspruchsvolle Bebauung prädestiniert. April 1911 Bauantrag auf Villa und Nebengebäude von Emma Schmidt, die Pläne von Architekt Paul Lange. Die zweieinhalbgeschossige Villa auf quadratischem Grundriss wirkt durch das hohe Walmdach und die in der Vertikalachse verbundenen Fenster monumental. Ihre äußere Gestalt ist ein Zeugnis der Hinwendung zu strengen neoklassischen Formen, wie sie in den letzten Jahren vor dem Ersten Weltkrieg geschah. Auf den Klassizismus verweisen auch die Werkstein imitierende gequaderte Kunstputzfassade und das (freilich zu hohe)Walmdach mit Tonnengauben. Einzelformen, wie die Kränze in den Sohlbankfeldern, die kannelierten Lisenen im Mezzanin sowie die Balkongitter und die einst vorhandene eiserne Einfriedung greifen Louis-Seize Motive auf. Die innere Raumaufteilung ähnelt der der Neorenaissance-Villen im älteren Straßenteil: Um die zentrale Diele gruppieren sich die Repräsentationsräume: Speisezimmer mit Terrasse im Südwesten, Salon und Bibliothek nehmen die Eckräume ein. Durch einen Aufzug neben dem im Norden gelegenen Eingang war das Obergeschoß mit den Schlaf- und Gästezimmern zugänglich, im Mezzaningeschoß befanden sich die Dienstbotenzimmer. Das zweigeschossige Seitengebäude war dem Hauptgebäude angepasst. Im Erdgeschoß befanden sich Garage und Waschküche, im Obergeschoß die Hausmannswohnung. Nach 1945 befand sich in der Villa das Internat der Deutschen Buchhändler-Lehranstalt. LfD 1998/2002 | 09290084 |
|                                         | Mietvilla mit Villengarten und Einfriedung | Emil-Fuchs-Straße 4 (Karte)                | 1871 (Mietvilla)                                                      | Villa mit Veranden, repräsentative historistische Putzfassade, Stuck in den Wohnräumen, baugeschichtlich von Bedeutung Denkmaltext August 1871 Bauantrag von Buchhändler Carl Zieger, Pläne von Adolf Nolte, Maurermeister. Die Villa auf gedrungenem Rechteck-Grundriss zeigt das klassische Schema, bei dem die auf Rechteckformen basierenden Räume den Grundriss des Gebäudes bestimmen: Der Eingang in flachem Risalit an der Ostseite führt zum Vestibül mit dreiläufiger Treppe, dieses durch die zentrale, querrechteckige, geschoßübergreifende Diele mit Oberlicht in den gleich großen Salon an der Westseite, dem eine Terrasse vorgelagert ist. Die Straßenseite, nimmt im Mittelrisalit das große Wohnzimmer ein, flankiert vom Damen- und Herrenzimmer. Dem Speisesaal an der Nordseite ist eine Veranda mit Freitreppe zum Garten vorgelegt. Im nordöstlichen Gebäudeteil liegen Nebenräume und die Nebentreppe zum Souterrain, in dem sich Bad, Küche und Wirtschaftsräume sowie die Hausmannswohnung befanden. Über diesem nordöstlichen Trakt erhebt sich ein Turm mit Belvedère. Im Obergeschoß lagen Schlaf- und Gästezimmer, im Mezzanin unter dem flachen, von einer Balustrade verdeckten Dach die Dienstbotenstuben. Entsprechend dieser klassischen Grundrissformen ist das Äußere der Villa mit gequaderten Risaliten und Gebäudekanten und Rundbogenfenstern im Erdgeschoß in klaren Neorenaissanceformen gestaltet. Bis zu seiner Emigration 1938 wohnte und praktizierte im Erdgeschoß der jüdische Arzt und Bildhauer Raphael Chamizer. 1938 erfolgte eine Teilung des Erdgeschosses in zwei Wohnungen. LfD 1998/2002 | 09290085 |
|                                         | Glockenturm der ehemaligen katholischen Propsteikirche St. Trinitatis | Emil-Fuchs-Straße 5; 7 (Karte)             | 1978–1982 (Kirche)                                                    | Reste eines Sakralbaus im Stil der Moderne, ehemals Baugruppe mit Kirchsaal, Gemeindezentrum, Wohn- und Verwaltungsbau sowie Grünanlage und Pflasterung (Abbruch 2018), Zeugnis der Kirchenbaukunst in der DDR, stadtgeschichtlich, kirchengeschichtlich und baugeschichtlich von Bedeutung, ehemals hervorstechender architektonischer und künstlerischer Wert, Bedeutung für die Volksbildung, Seltenheitswert, städtebaulich von Interesse | 09305994 |
|                                         | Villa mit Villengarten und Einfriedung | Emil-Fuchs-Straße 6 (Karte)                | 1869–1870 (Villa)                                                     | repräsentative historistische Putzfassade, Wintergarten mit gusseisernen Säulen und Terrasse, erbaut für den Kaufmann Gustav Schmidt, baugeschichtlich von Bedeutung Denkmaltext November 1869 Antrag des Kaufmanns Gustav Schmidt auf Errichtung der Pleiße-Ufermauer und Bau einer Villa . Pläne von Otto Klemm, Architekt und Maurermeister. Die erste Villa hinter dem Pleißemühlgraben schlägt, wie bereits erwähnt, den Grundton der straßentypischen Villenbauten an: In der Rechteckform des Baukörpers mit Risaliten an drei Seiten spiegelt sich die Grundrissdisposition der Innenräume. Um eine zentrale Diele gruppiert, sind die Haupträume in den dreiachsigen Risaliten angeordnet: straßenseitig das Speisezimmer, zum Garten mit vorgelagerter großer Terrasse das Wohnzimmer, Salon mit Wintergarten nach Norden. Im Osten liegt der Eingang, im Souterrain Küche, Wirtschaftsräume, Diener- und Mädchenzimmer. Im Unterschied zu den folgenden Villenbauten besitzt die Nummer 6 ein mit mansardartigen Ausbauten erhöhtes Dach. Anstelle des Mezzanins schmückt ein breiter Fries mit Stuckfestons die Traufzone. Die originale eiserne Vorgarteneinfriedung ist erhalten. LfD 1998/2002 | 09291044 |
| Weitere Bilder                          | Mietshaus in offener Bebauung und Hinterhaus (ehemals Synagoge) | Färberstraße 11 (Karte)                    | 1866 (Mietshaus)                                                      | Vorderhaus mit Hausdurchgang, frühhistoristische Putzfassade, 1921 Einbau einer Synagoge im Hinterhaus, nach der Pogromnacht 1938 im Jahr 1939 geschlossen, baugeschichtlich, ortsgeschichtlich und städtebaulich von Bedeutung Denkmaltext Baubeschreibung Gonschor: Dreigeschossiges Gebäude über rechteckigem Grundriss, sechsachsig. Horizontale schmuckreiche Gesimsgliederung in allen Geschossen, Fenster im rustizierten Erdgeschoß rundbogig, im Obergeschoß rechteckig mit gerader Verdachung. Inneres mit schmalem Mittelkorridor parallel zur Straße. | 09291106 |
|                                         | Mietshaus in geschlossener Bebauung | Färberstraße 12 (Karte)                    | um 1870 (Mietshaus)                                                   | mit Hausdurchgang, klassizistische Putzfassade mit Sandsteingliederung, baugeschichtlich und städtebaulich von Bedeutung | 09291101 |
|                                         | Mietvilla | Färberstraße 13 (Karte)                    | 1865 (Mietvilla)                                                      | historistische Putzfassade, Marmorstufen im Eingangsbereich, baugeschichtlich und städtebaulich von Bedeutung | 09291241 |
|                                         | Mietshaus in geschlossener Bebauung mit Hofpflasterung | Färberstraße 14 (Karte)                    | 1870er Jahre (Mietshaus)                                              | mit Tordurchfahrt, klassizistische Putzfassade, alte Firmenwerbung in der Tordurchfahrt, baugeschichtlich und städtebaulich von Bedeutung | 09291102 |
|                                         | Mietshaus in halboffener Bebauung und in Ecklage | Färberstraße 15 (Karte)                    | 1863 (Mietshaus)                                                      | klassizistische Putzfassade mit Sandsteingliederung, Eckbalkon, baugeschichtlich und städtebaulich von Bedeutung | 09291105 |
|                                         | Mietshaus in geschlossener Bebauung | Färberstraße 16 (Karte)                    | 1870er Jahre (Mietshaus)                                              | ehemals mit Hinterhaus, klassizistische Putzfassade, mit Hausdurchgang, baugeschichtlich und städtebaulich von Bedeutung | 09291103 |
|                                         | Mietshaus in halboffener Bebauung in Ecklage, mit Seitenflügel zur Hinrichsenstraße sowie mit rückwärtiger Einfriedung und Garten | Färberstraße 18 (Karte)                    | 1864 (Mietshaus)                                                      | klassizistische Putzfassade, gusseiserne Veranda zum Garten, originale Lampenhalter, baugeschichtlich und städtebaulich von Bedeutung | 09291104 |
|                                         | Kabelverzweigergehäuse für Telefonanschlüsse | Feuerbachstraße (Karte)                    | 1. Drittel 20. Jh. (Kabelverzweiger)                                  | Kabelverzweiger Leipziger Typ Nummer 2, technikgeschichtlich von Bedeutung, Seltenheits- und Dokumentationswert | 09291777 |
|                                         | Mietshaus in offener Bebauung und in Ecklage | Feuerbachstraße 1a (Karte)                 | 1902 (Mietshaus)                                                      | repräsentative, reich gegliederte Putz-Sandstein-Fassade, Eckbetonung durch Erker und Dachaufbau, teilweise bleiverglaste Treppenhausfenster, baugeschichtlich und städtebaulich von Bedeutung | 09291436 |
|                                         | Mietshaus in offener Bebauung und in Ecklage, mit Einfriedung und Vorgarten | Feuerbachstraße 2 (Karte)                  | 1900–1902 (Mietshaus)                                                 | repräsentative historisierende Sandsteinfassade, Eckturm, siehe auch gleichgestaltetes Nachbarhaus Liviastraße 3, baugeschichtlich und städtebaulich von Bedeutung | 09291437 |
| Weitere Bilder                          | Mietshaus in offener Bebauung mit Gartenhaus und seitlicher Toreinfahrt | Feuerbachstraße 3 (Karte)                  | um 1900 (Mietshaus)                                                   | repräsentative historistische Klinkerfassade, Fachwerk-Erker, Eckturm, teilweise bleiverglaste Treppenhausfenster, baugeschichtlich und städtebaulich von Bedeutung | 09291438 |
|                                         | Mietshaus in offener Bebauung | Feuerbachstraße 4 (Karte)                  | um 1900 (Mietshaus)                                                   | historisierende Putzfassade, teilweise bleiverglaste Treppenhausfenster, baugeschichtlich und städtebaulich von Bedeutung | 09291439 |
|                                         | Mietshaus in offener Bebauung, mit zwei seitlichen Toreinfahrten und Gartenhaus | Feuerbachstraße 5 (Karte)                  | um 1900 (Mietshaus)                                                   | historistische Klinkerfassade, Eckturm, Kastenerker, bleiverglaste Treppenhausfenster, baugeschichtlich und städtebaulich von Bedeutung | 09291440 |
|                                         | Mietshaus in offener Bebauung | Feuerbachstraße 6 (Karte)                  | um 1900 (Mietshaus)                                                   | historistische Klinker-Putz-Fassade, Fachwerkgiebel, bleiverglaste Treppenhausfenster, baugeschichtlich und städtebaulich von Bedeutung | 09291441 |
|                                         | Mietshaus in halboffener Bebauung (bauliche Einheit mit Nr. 9) | Feuerbachstraße 7 (Karte)                  | um 1895 (Mietshaus)                                                   | repräsentative neobarocke Putzfassade, teilweise bleiverglaste Treppenhausfenster, baugeschichtlich und städtebaulich von Bedeutung | 09291442 |
|                                         | Mietshaus in offener Bebauung und Pfeiler der Toreinfahrt | Feuerbachstraße 8 (Karte)                  | um 1900 (Mietshaus)                                                   | historistische Klinker-Putz-Fassade, Fachwerkgiebel, baugeschichtlich und städtebaulich von Bedeutung | 09291443 |
|                                         | Mietshaus in geschlossener Bebauung (bauliche Einheit mit Nr. 7) | Feuerbachstraße 9 (Karte)                  | um 1895 (Mietshaus)                                                   | repräsentative neobarocke Putzfassade, teilweise bleiverglaste Treppenhausfenster, Stuck im Eingangsbereich, baugeschichtlich und städtebaulich von Bedeutung | 09291444 |
|                                         | Mietshaus in halboffener Bebauung | Feuerbachstraße 10 (Karte)                 | um 1895 (Mietshaus)                                                   | historistische Klinkerfassade, überhöhter Erker, geätzte Treppenhausfenster, baugeschichtlich und städtebaulich von Bedeutung | 09291445 |
|                                         | Mietshaus in geschlossener Bebauung | Feuerbachstraße 11 (Karte)                 | um 1895 (Mietshaus)                                                   | historistische Klinkerfassade, Mittelerker, bleiverglaste Treppenhausfenster, baugeschichtlich und städtebaulich von Bedeutung | 09291446 |
|                                         | Mietshaus in geschlossener Bebauung | Feuerbachstraße 12 (Karte)                 | um 1895 (Mietshaus)                                                   | repräsentative historistische Klinkerfassade mit Sandsteingliederungen, durch zwei Erker und Giebel betont, geätzte Treppenhausfenster, baugeschichtlich und städtebaulich von Bedeutung | 09291447 |
|                                         | Mietshaus in geschlossener Bebauung | Feuerbachstraße 14 (Karte)                 | um 1895 (Mietshaus)                                                   | repräsentative historisierende Putzfassade, Mittelerker, teilweise bleiverglaste Treppenhausfenster, baugeschichtlich und städtebaulich von Bedeutung | 09291448 |
|                                         | Mietvilla mit Einfriedung und Villengarten | Feuerbachstraße 15 (Karte)                 | 1858 (Mietvilla), 1896 (Nebenanlage), 1896 (Einfriedung)              | klassizistische Putzfassade, Hauptfassade zur Fregestraße, Stuckmedaillons im Treppenhaus, baugeschichtlich und städtebaulich von Bedeutung | 09291449 |
|                                         | Mietshaus in geschlossener Bebauung | Feuerbachstraße 16 (Karte)                 | 1890er Jahre (Mietshaus)                                              | historistische Putzfassade, Seitenrisalite, baugeschichtlich und städtebaulich von Bedeutung | 09291450 |
|                                         | Doppelmietshaus in halboffener Bebauung | Feuerbachstraße 17; 17a (Karte)            | 1934–1936 (Doppelmietshaus)                                           | Nummer 17 mit Hausdurchfahrt, traditionalistisch gestaltete Travertinfassade, oberstes Geschoss farbig hervorgehoben, farbige Treppenhausfenster, baugeschichtlich und städtebaulich von Bedeutung | 09291452 |
|                                         | Mietshaus in geschlossener Bebauung | Feuerbachstraße 18 (Karte)                 | 1885–1886 (Mietshaus)                                                 | historistische Klinkerfassade, durch zwei Erker betont, bleiverglaste Treppenhausfenster/Glasmalerei, baugeschichtlich und städtebaulich von Bedeutung | 09291453 |
|                                         | Mietshaus in geschlossener Bebauung und Hinterhaus | Feuerbachstraße 19 (Karte)                 | 1888–1889 (Mietshaus), 1894–1895 (Hinterhaus)                         | mit Laden und Tordurchfahrt, historistische Klinkerfassade, geätzte Treppenhausfenster, baugeschichtlich und städtebaulich von Bedeutung | 09291454 |
|                                         | Mietshaus in geschlossener Bebauung | Feuerbachstraße 20 (Karte)                 | 1890er Jahre (Mietshaus)                                              | mit Hausdurchgang, schlichte mehrfarbige Klinkerfassade, ehemals Schablonenmalerei im Treppenhaus und im Hausdurchgang, baugeschichtlich und städtebaulich von Bedeutung | 09291455 |
|                                         | Mietshaus in geschlossener Bebauung und Hinterhaus | Feuerbachstraße 21 (Karte)                 | 1889 (Mietshaus)                                                      | mit Läden und Tordurchfahrt, historistische Putzfassade, originale Ladenfront, geätzte Treppenhausfenster, baugeschichtlich und städtebaulich von Bedeutung | 09291456 |
|                                         | Mietshaus in geschlossener Bebauung und Pflaster des Fußweges vor dem Haus | Feuerbachstraße 22 (Karte)                 | um 1895 (Mietshaus)                                                   | mit Tordurchfahrt, repräsentative historistische Klinker-Sandstein-Fassade, mittiger Kastenerker, teilweise geätzte Treppenhausfenster, baugeschichtlich und städtebaulich von Bedeutung | 09291457 |
|                                         | Mietshaus in geschlossener Bebauung und in Ecklage (bauliche Einheit mit Max-Planck-Straße 4) | Feuerbachstraße 23 (Karte)                 | um 1890 (Mietshaus)                                                   | historistische Putzfassade, Eckerker, geätzte Treppenhausfenster, baugeschichtlich und städtebaulich von Bedeutung | 09291458 |
|                                         | Mietshaus in geschlossener Bebauung | Feuerbachstraße 24 (Karte)                 | 1880er Jahre (Mietshaus)                                              | historistische Klinkerfassade, mittiger Erker, Reste originaler Ausmalung im Eingangsbereich, baugeschichtlich und städtebaulich von Bedeutung | 09291459 |
|                                         | Mietshaus in geschlossener Bebauung | Feuerbachstraße 26 (Karte)                 | 1890er Jahre (Mietshaus)                                              | repräsentative historistische Klinkerfassade, mittiger Kastenerker, Stuck im Eingangsbereich, baugeschichtlich und städtebaulich von Bedeutung | 09291460 |
|                                         | Mietshaus in geschlossener Bebauung und in Ecklage | Feuerbachstraße 28 (Karte)                 | um 1885 (Mietshaus)                                                   | historistische Putzfassade, abgeschrägte Ecke mit Balkons, Stuckdecke im Eingangsbereich, baugeschichtlich und städtebaulich von Bedeutung | 09291461 |
| Weitere Bilder                          | Zwei Mietshäuser in offener bzw. halboffener Bebauung, mit Toranlage, Hofpflasterung und Mietergärten | Fregestraße 1; 3 (Karte)                   | 1864 (Mietshaus)                                                      | klassizistische Putzfassade, als Stiftungsanlage mit Mietergärten von Seltenheitswert, Dokumentations- und Geschichtswert, Bedeutung für die Volksbildung, sozialgeschichtlicher und städtebaulicher Wert | 09291356 |
|                                         | Mietshaus in geschlossener Bebauung (bauliche Einheit mit Friedrich-Ebert-Straße 116) | Fregestraße 2 (Karte)                      | um 1880 (Mietshaus)                                                   | mit Hausdurchgang, historistische Putzfassade, baugeschichtlich und städtebaulich von Bedeutung | 09291357 |
| Weitere Bilder                          | Mietshaus in geschlossener Bebauung und Hinterhaus | Fregestraße 4 (Karte)                      | 1880er Jahre (Mietshaus)                                              | historistische Putzfassade, Stuck im Eingangsbereich, baugeschichtlich und städtebaulich von Bedeutung | 09291359 |
| Weitere Bilder                          | Wohnblock in halboffener Bebauung | Fregestraße 5; 5a; 7 (Karte)               | 1936 (Wohnblock)                                                      | Nummer 5 mit Tordurchfahrt, Putzfassade mit grünlicher Putzdekoration verziert, im traditionalistischen Stil der 1930er Jahre, baugeschichtlich und städtebaulich von Bedeutung | 09291360 |
|                                         | Mietshaus in geschlossener Bebauung | Fregestraße 6 (Karte)                      | 1892–1893 (Mietshaus)                                                 | ehemals mit Gaststätte, historistische Klinkerfassade, geätzte Treppenhausfenster, baugeschichtlich und städtebaulich von Bedeutung Denkmaltext Auf dem schmalen, von Herrn Dr. C. Heine erworbenen Grundstück wurden 1874 durch den Maurermeister Otto Steib ein Pferdestall an der hinteren Grenze und seitlich ein dreigeschossiges Wohnhaus errichtet. Bauherr war der Lohnkutscher Christian Franz Baumann, der Bauplatz für ein Vorderwohngebäude blieb leer. 1889 gestellte Pläne für einen Mietshausbau im Auftrag des Fuhrwerksbesitzers Theodor Georgi kamen nicht zur Ausführung. Ein neuerlicher Entwurf, 1892 durch die Architekten F. W. Heine & Sohn aus Plagwitz eingereicht, erfuhr seine Umsetzung durch die Maurermeister Hermann Jäger und Carl Müller im Auftrag des Restaurateurs Franz Louis Stange. Schlussabnahme war am 13.9.1893, 1906 ist ein Schankwirt Gustav Braune namhaft. Wohl 1935/1936 erfolgte die Übersetzung (Aufstockung) des alten Stallgebäudes und der Umbau für den Unternehmer Eduard Büttner, Fabrik von ätherischen Ölen, künstlichen Riechstoffen, chemischen Produkten und Essenzen (kein Denkmal). Das als Zweispänner konzipierte Mietshaus zeigt die gastwirtschaftliche Nutzung des Erdgeschosses durch große Fenster und einen breiten, für Werbeschriften vorgesehenen Putzstreifen darüber, in den Obergeschossen das Fassadenschema der Zeit. Fensterrahmungen aus Kunststein und auffallend wenig Stuckdekor gliedern die aus gelben Klinkern gefügte Fassade, jeweils die äußeren Fensterpaare sind durch Verdachungen zusammengefasst. Die Ausstattung sowie der Gastwirtschaftszugang weitgehend erhalten. Von Seltenheitswert das erwähnte Wohnhaus im Hof mit original erhaltener spätklassizistischer Treppenanlage. LfD/2006 | 09291361 |
|                                         | Mietshaus in geschlossener Bebauung | Fregestraße 8 (Karte)                      | um 1870/1880 (Mietshaus)                                              | mit Tordurchfahrt, historistische Putzfassade, Porphyrtuffsockel, Sandsteingewände, baugeschichtlich und städtebaulich von Bedeutung | 09294361 |
|                                         | Mietshaus in halboffener Bebauung | Fregestraße 9 (Karte)                      | um 1880 (Mietshaus)                                                   | klassizistische Putzfassade, baugeschichtlich und städtebaulich von Bedeutung | 09291363 |
|                                         | Mietshaus in geschlossener Bebauung | Fregestraße 11 (Karte)                     | 1863 (Mietshaus)                                                      | klassizistische Putzfassade, Sandsteinfliesen im Eingangsbereich, baugeschichtlich und städtebaulich von Bedeutung Denkmaltext Julius Richter fertigte als ausführender Maurermeister auch die Zeichnungen für das im Juni 1863 eingereichte Vorhaben zur Errichtung eines Wohngebäudes. Als Bauherren des vorgründerzeitlichen Hauses fungierten zunächst Friedrich Hempel und Thomas Hauser, später Carl Friedrich Heimerdinger. 1885 fertigte Architekt Oswald Thorn im eigenen Auftrag Pläne für den Einbau einer Bäckerei im Erdgeschoss, 1939 schlug das Baugeschäft von Otto Tannert den alten Fassadenputz komplett ab und ersetzte diesen durch neuen Leipziger Kratzputz (aus dieser Zeit wohl auch die Neugestaltung der Haustür). Sandsteinteile wie Fenstersohlbänke, Gurtgesimse, Gewände und Verdachungen blieben jedoch erhalten, der Bruchsteinrohbausockel erhielt eine Verblendung mit Eisenklinkerspaltplatten. Im Jahr 1992 waren neben dem Treppenhaus und Wohnungstüren auch der Sandsteinplattenbelag im Eingangsbereich bauzeitlich erhalten. Sanierung wohl 1999/2000 mit Balkonanbau, dem Einbau der groben Fenster und Ausbau des Daches samt störender Blechverkleidung der Gauben. Einhergehend damit die für das Erscheinungsbild Wiedersichtbarmachung des Bruchsteinsockels. Der frühe, vorgründerzeitliche Wohnungsbau besitzt einen baugeschichtlichen Wert und illustriert die Entwicklungsgeschichte des Waldstraßenviertels. LfD/2014 | 09291364 |
|                                         | Mietshaus in geschlossener Bebauung | Fregestraße 15 (Karte)                     | um 1870 (Mietshaus)                                                   | klassizistische Putzfassade, baugeschichtlich und städtebaulich von Bedeutung | 09298786 |
|                                         | Mietshaus in geschlossener Bebauung | Fregestraße 16 (Karte)                     | um 1880 (Mietshaus)                                                   | historistische Putzfassade, baugeschichtlich und städtebaulich von Bedeutung | 09299282 |
|                                         | Mietshaus in geschlossener Bebauung | Fregestraße 18 (Karte)                     | 1870er Jahre (Mietshaus)                                              | klassizistische Putzfassade, Schablonenmalerei im Eingangsbereich, baugeschichtlich und städtebaulich von Bedeutung | 09291366 |
|                                         | Mietshaus in geschlossener Bebauung und Hofpflaster | Fregestraße 20 (Karte)                     | 1870er Jahre (Mietshaus)                                              | mit Tordurchfahrt, historistische Putzfassade noch mit klassizistischen Anklängen, geätzte Treppenhausfenster, Granitborde in der Tordurchfahrt, baugeschichtlich und städtebaulich von Bedeutung | 09291367 |
|                                         | Mietshaus in geschlossener Bebauung | Fregestraße 22 (Karte)                     | um 1895 (Mietshaus)                                                   | mit Tordurchfahrt, historistische Klinkerfassade, Wand- und Deckenmalerei im Eingangsbereich, bleiverglaste Treppenhausfenster, ehemals am Haus Werbeschriftzug einer Auto-Sattlerei, baugeschichtlich und städtebaulich von Bedeutung | 09291368 |
|                                         | Mietshaus in geschlossener Bebauung | Fregestraße 24 (Karte)                     | um 1895 (Mietshaus)                                                   | mit Laden, repräsentative historistische Putzfassade, teilweise geätzte Treppenhausfenster, baugeschichtlich und städtebaulich von Bedeutung | 09291369 |
|                                         | Mietshaus in geschlossener Bebauung und zwei Werkstattgebäude im Hof | Fregestraße 25 (Karte)                     | 1890er Jahre (Mietshaus)                                              | mit Tordurchfahrt, historistische Klinkerfassade, geätzte Treppenhausfenster, baugeschichtlich und städtebaulich von Bedeutung | 09291370 |
|                                         | Mietshaus in geschlossener Bebauung und Werkstattgebäude im Hof | Fregestraße 26 (Karte)                     | um 1895 (Mietshaus)                                                   | mit Laden, repräsentative historistische Klinkerfassade, zwei mächtige Erker, geätzte Treppenhausfenster, baugeschichtlich und städtebaulich von Bedeutung | 09291371 |
|                                         | Mietshaus in geschlossener Bebauung | Fregestraße 27 (Karte)                     | um 1900 (Mietshaus)                                                   | repräsentative historisierende Sandsteinfassade, reich gestalteter Erker, bleiverglaste Treppenhausfenster, Stuckdecken in den Wohnungen, baugeschichtlich und städtebaulich von Bedeutung | 09291372 |
|                                         | Mietshaus in geschlossener Bebauung und Hinterhaus | Fregestraße 28 (Karte)                     | 1899 (Mietshaus)                                                      | Vorderhaus mit Tordurchfahrt, kräftig gegliederte, historistische Klinkerfassade, bleiverglaste Treppenhausfenster, Treppenhausausmalung von 1910, baugeschichtlich und städtebaulich von Bedeutung | 09291373 |
|                                         | Mietshaus in halboffener Bebauung | Fregestraße 29 (Karte)                     | 1900 (Mietshaus)                                                      | repräsentative historisierende Sandsteinfassade, reich dekorierter Erker, geätzte Treppenhausfenster, hölzernes Jugendstilgeländer, baugeschichtlich und städtebaulich von Bedeutung | 09291374 |
|                                         | Mietshaus in geschlossener Bebauung | Fregestraße 30 (Karte)                     | um 1895 (Mietshaus)                                                   | historistische Klinkerfassade, zwei Erker, bleiverglaste Treppenhausfenster, Marmor im Eingangsbereich, baugeschichtlich und städtebaulich von Bedeutung | 09291375 |
|                                         | Mietshaus in offener Bebauung mit seitlicher Toreinfahrt und Gartenhaus | Fregestraße 31 (Karte)                     | um 1900 (Mietshaus)                                                   | historisierende Klinkerfassade, zwei flache Erker, reiche Dachlandschaft, Stuck und Marmor im Eingangsbereich, teilweise bleiverglaste Treppenhausfenster, baugeschichtlich und städtebaulich von Bedeutung | 09291376 |
|                                         | Mietshaus in geschlossener Bebauung (bauliche Einheit mit Nr. 34) | Fregestraße 32 (Karte)                     | um 1895 (Mietshaus)                                                   | neobarocke Putzfassade mit Balkons, teilweise geätzte Treppenhausfenster, Stuck im Eingangsbereich, baugeschichtlich und städtebaulich von Bedeutung | 09291377 |
|                                         | Mietshaus in offener Bebauung mit seitlicher Toreinfahrt | Fregestraße 33 (Karte)                     | um 1900 (Mietshaus)                                                   | historisierende Klinkerfassade, Erker, Zierfachwerk-Aufbau und -giebel im Dach, bleiverglaste Treppenhausfenster, baugeschichtlich und städtebaulich von Bedeutung | 09291378 |
|                                         | Mietshaus in geschlossener Bebauung (bauliche Einheit mit Nr. 32) | Fregestraße 34 (Karte)                     | um 1895 (Mietshaus)                                                   | neobarocke Putzfassade mit Balkons, baugeschichtlich und städtebaulich von Bedeutung | 09291379 |
|                                         | Mietshaus in offener Bebauung | Fregestraße 35 (Karte)                     | um 1895 (Mietshaus)                                                   | historisierende Putzfassade mit Sandsteingliederung, zwei unterschiedlich gestaltete Ecktürme, baugeschichtlich und städtebaulich von Bedeutung | 09291380 |
|                                         | Allee | Friedrich-Ebert-Straße (Karte)             | um 1955 oder älter (Allee)                                            | vierreihige Lindenallee zwischen Jahnallee und Höhe Feuerbachstraße, straßenbegleitend zum Sportforum, ortsgeschichtlich, gartengeschichtlich und städtebaulich von Bedeutung | 09290167 |
|                                         | Mietshaus in halboffener Bebauung und in Ecklage (Anschriften: Jahnallee 20, Waldstraße 1 und Friedrich-Ebert-Straße 90) | Friedrich-Ebert-Straße 90 (Karte)          | um 1880 (Mietshaus)                                                   | mit Läden, historistische Putzfassade, Eckbetonung mit Türmchen, geätzte Treppenhausfenster, Stuck und Terrazzo im Eingangsbereich, reich dekorierter Kopfbau am Waldplatz, baugeschichtlich und städtebaulich von Bedeutung | 09291753 |
|                                         | Mietshaus in rückwärtiger Bebauung | Friedrich-Ebert-Straße 92 (Karte)          | 1875–1877 (Mietshaus)                                                 | schlichte Putzfassade, baugeschichtlich und städtebaulich von Bedeutung | 09262559 |
|                                         | Mietshaus in halboffener Bebauung | Friedrich-Ebert-Straße 94 (Karte)          | 1880er Jahre (Mietshaus)                                              | mit Hausdurchgang, historistische Putzfassade, Eckbalkons, Wandgliederung und Stuck im Eingangsbereich, baugeschichtlich und städtebaulich von Bedeutung | 09291602 |
|                                         | Mietshaus in geschlossener Bebauung | Friedrich-Ebert-Straße 96 (Karte)          | um 1870 (Mietshaus)                                                   | historistische Putzfassade, geätzte Treppenhausfenster, baugeschichtlich und städtebaulich von Bedeutung | 09291603 |
| Weitere Bilder                          | Einzeldenkmal der Sachgesamtheit Sportforum: Nordtribüne eines Schwimmstadions (siehe auch Sachgesamtheitsliste – Obj. 09304665, Am Sportforum 3) | Friedrich-Ebert-Straße 97 (bei) (Karte)    | 1950–1952 (Tribüne)                                                   | Schwimmstadion ehemals mit mehreren Tribünen, Sprungbecken und -turm sowie 55-Yard-Becken (Teilabbruch Schwimmstadion 2003/2004), geschichtliche und architektonische Bedeutung, Seltenheitswert, Erinnerungswert | 09299390 |
|                                         | Mietshaus in geschlossener Bebauung (bauliche Einheit mit Gustav-Adolf-Straße 58) | Friedrich-Ebert-Straße 98 (Karte)          | um 1880 (Mietshaus)                                                   | historistische Putzfassade, geätzte Treppenhausfenster, baugeschichtlich und städtebaulich von Bedeutung | 09291604 |
|                                         | Doppelmietshaus in geschlossener Bebauung | Friedrich-Ebert-Straße 100; 102 (Karte)    | 1880er Jahre (Doppelmietshaus)                                        | mit zwei Tordurchfahrten, historistische Klinkerfassade, durch Seitenrisalite betont, geätzte Treppenhausfenster, Schablonenmalerei im Treppenhaus, baugeschichtlich und städtebaulich von Bedeutung | 09291606 |
|                                         | Mietshaus in geschlossener Bebauung | Friedrich-Ebert-Straße 104 (Karte)         | 1880er Jahre (Mietshaus)                                              | mit Hausdurchgang, historistische Klinkerfassade, Deckenmalerei und Stuck im Eingangsbereich, geätzte Treppenhausfenster, baugeschichtlich und städtebaulich von Bedeutung | 09291607 |
|                                         | Mietshaus in geschlossener Bebauung (bauliche Einheit mit Nr. 108 und Hinrichsenstraße 41) | Friedrich-Ebert-Straße 106 (Karte)         | 1880er Jahre (Mietshaus)                                              | historistische Putzfassade, geätzte Treppenhausfenster, baugeschichtlich und städtebaulich von Bedeutung | 09291608 |
|                                         | Mietshaus in geschlossener Bebauung und in Ecklage (bauliche Einheit mit Nr. 106 und Hinrichsenstraße 41) | Friedrich-Ebert-Straße 108 (Karte)         | 1880er Jahre (Mietshaus)                                              | historistische Putzfassade, Eckerker, mit Eckladen im Souterrain, Putzfassade, geätzte Treppenhausfenster, baugeschichtlich und städtebaulich von Bedeutung | 09291609 |
| Direkt Bild zu diesem Denkmal hochladen | Zentralstadion: Einzeldenkmale der Sachgesamtheit Sportforum: der östliche Hauptzugang (Anschrift: Friedrich-Ebert-Straße 111) mit Kassenhäuschen und Funktionsgebäuden sowie Treppenanlage mit Plastiken, Gebäude der Eingänge an der Nordseite und Westseite und Terrassenbau zum Elsterflutbecken, Südanlage mit Glockenturm und breitgelagertem Terrassenbau, Gedenktafel für Werner Seelenbinder, geschlossene ovale Wallanlage mit Aufgängen, südlich vorgelagertes Areal der Festwiese mit Vorplatzgestaltung an der Jahnallee (siehe auch Sachgesamtheitsliste – Obj. 09304665, Am Sportforum 3) | Friedrich-Ebert-Straße 111 (Karte)         | 1954–1956 (Stadion), 1959 (Gedenktafel)                               | zum Sportforum gehört das kurz zuvor errichtete Schwimmstadion, Seltenheits-, Geschichts- und Erinnerungswert, Architekturzeugnis im Stil der Nationalen Bautradition der 1950er Jahre, Kulturdenkmal von nationaler Bedeutung | 09293974 |
|                                         | Mietshaus in halboffener Bebauung | Friedrich-Ebert-Straße 114 (Karte)         | um 1880 (Mietshaus)                                                   | mit Tordurchfahrt, historistische Putzfassade, Holzpaneele im Eingangsbereich, baugeschichtlich und städtebaulich von Bedeutung | 09291611 |
|                                         | Mietshaus in geschlossener Bebauung und in Ecklage (bauliche Einheit mit Fregestraße 2) | Friedrich-Ebert-Straße 116 (Karte)         | um 1880 (Mietshaus)                                                   | mit Hausdurchgang, historistische Putzfassade, teilweise bleiverglaste Treppenhausfenster, Stuckdecken, baugeschichtlich und städtebaulich von Bedeutung | 09291612 |
|                                         | Doppelmietshaus (mit Wettiner Straße 36) in geschlossener Bebauung und in Ecklage | Friedrich-Ebert-Straße 118 (Karte)         | 1890er Jahre (Doppelmietshaus)                                        | historistische Klinkerfassade, Eckbalkons, Stuck im Eingangsbereich, baugeschichtlich und städtebaulich von Bedeutung | 09291613 |
|                                         | Mietshaus in geschlossener Bebauung | Friedrich-Ebert-Straße 120 (Karte)         | 1890er Jahre (Mietshaus)                                              | historistische Klinkerfassade, teilweise bleiverglaste Treppenhausfenster, baugeschichtlich und städtebaulich von Bedeutung | 09291614 |
|                                         | Mietshaus in halboffener Bebauung | Friedrich-Ebert-Straße 122 (Karte)         | bezeichnet 1900 (Mietshaus)                                           | historistische Klinkerfassade, zwei Erker, bleiverglaste Treppenhausfenster, Stuck und Holzpaneel im Eingangsbereich, baugeschichtlich und städtebaulich von Bedeutung | 09291615 |
|                                         | Mietshaus in geschlossener Bebauung und in Ecklage | Funkenburgstraße 1 (Karte)                 | um 1895 (Mietshaus)                                                   | mit Läden und mit Tordurchfahrt, historistische Klinkerfassade, zwei Erker, Eckbetonung, bleiverglaste Treppenhausfenster mit Glasmalerei, baugeschichtlich und städtebaulich von Bedeutung | 09291242 |
|                                         | Mietshaus in offener Bebauung in Ecklage, mit Postamt | Funkenburgstraße 2 (Karte)                 | um 1895 (Mietshaus)                                                   | repräsentative historistische Putz-Klinker-Fassade, mit Erker zur Jahnallee, Eckbetonung, Wandgemälde mit Darstellung der Funkenburg, baugeschichtlich und städtebaulich von Bedeutung | 09291243 |
|                                         | Mietshaus in geschlossener Bebauung | Funkenburgstraße 3 (Karte)                 | um 1890 (Mietshaus)                                                   | ehemals Funkenburg-Klinik, historistische Klinker-Sandstein-Fassade, zwei Erker, Stuck und Holztäfelung im Eingangsbereich, baugeschichtlich und städtebaulich von Bedeutung | 09291244 |
|                                         | Mietshaus in halboffener Bebauung | Funkenburgstraße 4 (Karte)                 | um 1895 (Mietshaus)                                                   | repräsentative historistische Klinkerfassade, zwei Erker, teilweise bleiverglaste Treppenhausfenster, baugeschichtlich und städtebaulich von Bedeutung | 09291245 |
|                                         | Mietshaus in geschlossener Bebauung | Funkenburgstraße 5 (Karte)                 | um 1895 (Mietshaus)                                                   | historistische Klinkerfassade, Kastenerker, teilweise bleiverglaste Treppenhausfenster, baugeschichtlich und städtebaulich von Bedeutung | 09291246 |
|                                         | Mietshaus in geschlossener Bebauung | Funkenburgstraße 6 (Karte)                 | 1898 (Mietshaus)                                                      | repräsentative historistische Klinkerfassade, zwei Erker, Holztäfelung und reicher Stuck im Eingangsbereich, baugeschichtlich und städtebaulich von Bedeutung | 09291247 |
|                                         | Mietshaus in geschlossener Bebauung | Funkenburgstraße 7 (Karte)                 | bezeichnet 1899 (Mietshaus)                                           | historistische Klinkerfassade, zwei Erker, teilweise bleiverglaste Treppenhausfenster mit Glasmalerei, baugeschichtlich und städtebaulich von Bedeutung | 09291248 |
|                                         | Mietshaus in geschlossener Bebauung | Funkenburgstraße 7a (Karte)                | 1890er Jahre (Mietshaus)                                              | historistische Klinkerfassade, Kastenerker, geätzte Treppenhausfenster, baugeschichtlich und städtebaulich von Bedeutung | 09291249 |
|                                         | Mietshaus in geschlossener Bebauung und Gedenktafel | Funkenburgstraße 8 (Karte)                 | wohl 1897 (Mietshaus), wohl 1897/1899 (Gedenktafel)                   | repräsentative historistische Klinkerfassade, zwei Erker und Giebel, teilweise geätzte Treppenhausfenster, baugeschichtlich und städtebaulich von Bedeutung, Tafel zur Erinnerung an das Gartenhaus der Großen Funkenburg, in dem 1833–1846 der Komponist Albert Lortzing (1801–1851) wohnte, personengeschichtlich von Bedeutung | 09291250 |
|                                         | Mietshaus in geschlossener Bebauung und in Ecklage | Funkenburgstraße 9 (Karte)                 | 1890er Jahre (Mietshaus)                                              | repräsentative historistische Klinkerfassade, Eckbetonung durch Erker und Dachaufbauten, Balkons, Putz- und Stuckgliederung im Eingangsbereich, baugeschichtlich und städtebaulich von Bedeutung | 09291251 |
|                                         | Mietshaus in geschlossener Bebauung und in Ecklage | Funkenburgstraße 10 (Karte)                | 1890er Jahre (Mietshaus)                                              | historistische Klinkerfassade, Eckerker, geätzte Treppenhausfenster, baugeschichtlich und städtebaulich von Bedeutung | 09291252 |
|                                         | Mietshaus in geschlossener Bebauung | Funkenburgstraße 11 (Karte)                | 1897–1898 (Mietshaus)                                                 | repräsentative historistische Klinkerfassade, zwei reich dekorierter Erker, baugeschichtlich und städtebaulich von Bedeutung | 09291253 |
|                                         | Mietshaus in geschlossener Bebauung | Funkenburgstraße 12 (Karte)                | 1890er Jahre (Mietshaus)                                              | historistische Klinkerfassade, geätzte Treppenhausfenster, baugeschichtlich und städtebaulich von Bedeutung | 09291254 |
|                                         | Mietshaus in geschlossener Bebauung | Funkenburgstraße 13 (Karte)                | bezeichnet 1898 (Mietshaus)                                           | repräsentative historistische Klinkerfassade, reich dekorierter Erker, Stuck und Wandgliederung in originaler Farbigkeit, geätzte Treppenhausfenster, baugeschichtlich und städtebaulich von Bedeutung | 09291255 |
|                                         | Mietshaus in geschlossener Bebauung | Funkenburgstraße 14 (Karte)                | 1890er Jahre (Mietshaus)                                              | historistische Klinker-Sandstein-Fassade, Stuck und Putzgliederung im Eingangsbereich, baugeschichtlich und städtebaulich von Bedeutung | 09291256 |
|                                         | Mietshaus in geschlossener Bebauung und in Ecklage | Funkenburgstraße 15 (Karte)                | bezeichnet 1899 (Mietshaus)                                           | repräsentative historistische Klinkerfassade, mit Kastenerker und überhöhtem Eckerker, geätzte Treppenhausfenster, baugeschichtlich und städtebaulich von Bedeutung | 09291257 |
|                                         | Mietshaus in geschlossener Bebauung und in Ecklage | Funkenburgstraße 16 (Karte)                | um 1900 (Mietshaus)                                                   | repräsentative historistische Klinkerfassade, mehrere Erker, Eckbetonung durch überhöhten Erker, Stuck und Marmor im Eingangsbereich, alte Ausmalung in Putzfeldern, baugeschichtlich und städtebaulich von Bedeutung | 09291258 |
|                                         | Mietshaus in geschlossener Bebauung und in Ecklage | Funkenburgstraße 17 (Karte)                | um 1890 (Mietshaus)                                                   | mit Eckladen im Souterrain, historistische Klinkerfassade, schmiedeeiserne Balkons und Eckerker, geätzte Treppenhausfenster, baugeschichtlich und städtebaulich von Bedeutung | 09291259 |
|                                         | Mietshaus in geschlossener Bebauung | Funkenburgstraße 18 (Karte)                | um 1900 (Mietshaus)                                                   | repräsentative historistische Sandstein-Klinker-Fassade, zwei Erker, Marmor und Stuck im Eingangsbereich, baugeschichtlich und städtebaulich von Bedeutung | 09291260 |
|                                         | Mietshaus in geschlossener Bebauung | Funkenburgstraße 19 (Karte)                | 1890er Jahre (Mietshaus)                                              | repräsentative historistische Sandstein-Klinker-Fassade, zwei Erker, bleiverglaste Treppenhausfenster, Marmor und Stuck im Eingangsbereich, baugeschichtlich und städtebaulich von Bedeutung | 09291261 |
| Weitere Bilder                          | Mietshaus in geschlossener Bebauung | Funkenburgstraße 20 (Karte)                | um 1900 (Mietshaus)                                                   | repräsentative historistische Sandsteinfassade, zwei Erker, teilweise bleiverglaste Treppenhausfenster, Marmor und Stuck im Eingangsbereich, baugeschichtlich und städtebaulich von Bedeutung | 09291262 |
|                                         | Mietshaus in geschlossener Bebauung | Funkenburgstraße 21 (Karte)                | um 1900 (Mietshaus)                                                   | repräsentative historistische Sandstein-Klinker-Fassade mit Erker, im Eingangsbereich Stuck und Marmor, bleiverglaste Treppenhausfenster, baugeschichtlich und städtebaulich von Bedeutung | 09291263 |
| Weitere Bilder                          | Mietshaus in geschlossener Bebauung | Funkenburgstraße 22 (Karte)                | um 1900 (Mietshaus)                                                   | historistische Klinkerfassade mit Erker, Marmor und Stuck im Eingangsbereich, baugeschichtlich und städtebaulich von Bedeutung | 09291264 |
|                                         | Mietshaus in geschlossener Bebauung und in Ecklage | Funkenburgstraße 23 (Karte)                | 1890er Jahre (Mietshaus)                                              | repräsentative historistische Klinker-Putz-Fassade, reich dekorierte Erker, überhöhter Eckerker, Stuck im Eingangsbereich, baugeschichtlich und städtebaulich von Bedeutung | 09291265 |
|                                         | Mietshaus in geschlossener Bebauung | Funkenburgstraße 24 (Karte)                | um 1900 (Mietshaus)                                                   | historistische Klinkerfassade, zwei Erker, Marmorgliederung des Eingangsbereiches, teilweise bleiverglaste Treppenhausfenster, baugeschichtlich und städtebaulich von Bedeutung | 09291266 |
|                                         | Mietshaus in offener Bebauung und in Ecklage, mit seitlicher Toreinfahrt | Funkenburgstraße 25 (Karte)                | um 1900 (Mietshaus)                                                   | historistische Klinkerfassade, überhöhter Eckerker, baugeschichtlich und städtebaulich von Bedeutung | 09291267 |
|                                         | Mietshaus in geschlossener Bebauung | Funkenburgstraße 26 (Karte)                | um 1900 (Mietshaus)                                                   | historistische Klinkerfassade mit zwei Erkern, Stuck und Marmor im Eingangsbereich, baugeschichtlich und städtebaulich von Bedeutung | 09291268 |
|                                         | Mietshaus in offener Bebauung | Funkenburgstraße 27 (Karte)                | um 1900 (Mietshaus)                                                   | historistische Klinkerfassade, Eckturm und flacher Erker, teilweise bleiverglaste Treppenhausfenster, baugeschichtlich und städtebaulich von Bedeutung | 09291269 |
|                                         | Mietshaus in halboffener Bebauung mit seitlicher Toreinfahrt und Einfriedung zum Elstermühlgraben | Funkenburgstraße 28 (Karte)                | um 1900 (Mietshaus)                                                   | historistische Sandsteinfassade, Kastenerker, Fachwerkgiebel, baugeschichtlich und städtebaulich von Bedeutung | 09291270 |
| Weitere Bilder                          | Mietshaus in offener Bebauung und in Ecklage, mit seitlicher Einfriedung | Funkenburgstraße 29 (Karte)                | um 1900 (Mietshaus)                                                   | historistische Klinkerfassade, zwei Erker, bleiverglaste Treppenhausfenster, baugeschichtlich und städtebaulich von Bedeutung | 09291271 |
|                                         | Volkswohnungen Am Mückenschlößchen; drei Mehrfamilienhäuser und Grünflächen einer Wohnanlage | Goyastraße 1; 3; 5; 7; 9; 11 (Karte)       | 1939–1940 (Wohnblöcke)                                                | traditionalistische Putzbauten teilweise mit kleinen Keramikreliefs, siehe auch Max-Planck-Straße 28-50 und Waldstraße 71-85, baugeschichtlich und städtebaulich von Bedeutung | 09286951 |
|                                         | Straßenbrücke über den Mühlgraben | Gustav-Adolf-Straße (Karte)                | bezeichnet 1878 (Brücke)                                              | eiserne Straßenbrücke mit schönem schmiedeeisernem Geländer, baugeschichtlich von Bedeutung | 09290166 |
| Weitere Bilder                          | Mietshaus in geschlossener Bebauung in Ecklage (baulich verbunden mit Hinterhaus, siehe Jacobstraße 15) | Gustav-Adolf-Straße 1 (Karte)              | 1888 (Mietshaus)                                                      | repräsentative historistische Klinkerfassade mit zwei Kastenerkern, Stuck, Marmor und Malerei im Eingangsbereich, baugeschichtlich und städtebaulich von Bedeutung | 09291096 |
|                                         | Mietshaus in geschlossener Bebauung und Hinterhaus | Gustav-Adolf-Straße 3 (Karte)              | um 1890 (Mietshaus)                                                   | mit Tordurchfahrt, Vorderhaus repräsentative historistische Klinkerfassade, Hofgebäude Putzfassade, reicher Stuck in der Tordurchfahrt, baugeschichtlich und städtebaulich von Bedeutung | 09291097 |
|                                         | Mietshaus in ehemals halboffener Bebauung und in Ecklage | Gustav-Adolf-Straße 4 (Karte)              | 2. Hälfte 19. Jh., später überformt (Mietshaus)                       | zeitweilig Sitz des Israelischen Frauenvereins zu Leipzig (gegr. 1853 – aufgelöst 1939), historisierende Putzfassade, markanter Kopfbau, baugeschichtlich, ortsgeschichtlich und städtebaulich von Bedeutung | 09262774 |
|                                         | Gartenhaus auf einem Mietshaus-Grundstück | Gustav-Adolf-Straße 6 (Karte)              | Ende 19. Jh. (Gartenhaus)                                             | zweigeschossige historistische Putzfassade mit Sandsteingliederung, baugeschichtlich und städtebaulich von Bedeutung | 09291098 |
| Weitere Bilder                          | Ehemalige Schule, heute Bibliothek, mit Gedenktafel | Gustav-Adolf-Straße 7 (Karte)              | 1913 (Schule), nach 1945 (Gedenktafel)                                | Deutsche Zentralbücherei für Blinde, ehemalige Volks- und Höhere Israelitische Schule zu Leipzig, Kalkstein-Putz-Fassade, im Reformstil der Zeit um 1910, baugeschichtlich, ortsgeschichtlich und städtebaulich von Bedeutung | 09291099 |
|                                         | Mietshaus in halboffener Bebauung und in Ecklage | Gustav-Adolf-Straße 8 (Karte)              | um 1870 (Mietshaus)                                                   | klassizistische Putzfassade, Ausmalung im Treppenhaus, baugeschichtlich und städtebaulich von Bedeutung | 09291100 |
|                                         | Mietvilla mit Anbau | Gustav-Adolf-Straße 11 (Karte)             | um 1860 (Mietvilla)                                                   | klassizistische Putzfassade, bleiverglaste Treppenhausfenster, baugeschichtlich und städtebaulich von Bedeutung | 09291107 |
| Weitere Bilder                          | Mietvilla und Gedenktafel | Gustav-Adolf-Straße 12 (Karte)             | um 1860 (Mietvilla), 1911 (Gedenktafel)                               | historisierende Putzfassade, Gebäude 1886–1888 Wohnort des Komponisten und Opernkapellmeisters Gustav Mahler (1860–1911), baugeschichtlich, personengeschichtlich und städtebaulich von Bedeutung | 09264627 |
|                                         | Mietvilla und Hofgebäude | Gustav-Adolf-Straße 13 (Karte)             | im Kern 1864 (Mietvilla), Umbau 1889 (Mietvilla), 1898 (Hofgebäude)   | repräsentatives Vorderhaus mit Tordurchfahrt, historistische Putzfassade mit Sandsteingliederung, Kastenerker und Eckturm, baugeschichtlich und städtebaulich von Bedeutung | 09291108 |
|                                         | Mietshaus in offener Bebauung | Gustav-Adolf-Straße 14 (Karte)             | 1865 (Mietshaus)                                                      | historistische Putzfassade, mit Tordurchfahrt, Stuck in der Tordurchfahrt, von 1866 bis 1868 Wohnort des Politikers August Bebel (1840–1913), zugleich Wohnhaus des Gummiwarenfabrikanten Isaak Heine (Vater des bekannten Karikaturisten und Graphikers Thomas Theodor Heine), baugeschichtlich, personengeschichtlich und städtebaulich von Bedeutung | 09291109 |
|                                         | Wohnhaus in offener Bebauung | Gustav-Adolf-Straße 15 (Karte)             | 1868, später überformt (Wohnhaus)                                     | vereinfachte Putzfassade, hübsch dekorierter Holzerker, baugeschichtlich und städtebaulich von Bedeutung | 09298478 |
|                                         | Mietshaus in offener Bebauung in Ecklage, mit Anbau | Gustav-Adolf-Straße 17 (Karte)             | 1863 (Mietshaus)                                                      | repräsentative historistische Putzfassade, Gebäude mit Tordurchfahrt, schönes Treppenhaus, baugeschichtlich und städtebaulich von Bedeutung | 09291110 |
|                                         | Villa, mit seitlicher Einfriedung | Gustav-Adolf-Straße 19 (Karte)             | um 1859 (Villa)                                                       | repräsentative historistische Putzfassade, Terrasse zum ehemaligen Garten, baugeschichtlich und städtebaulich von Bedeutung | 09291111 |
|                                         | Mietshaus in halboffener Bebauung und Garage im Hof | Gustav-Adolf-Straße 19a (Karte)            | um 1900 (Mietshaus)                                                   | Gebäude mit Tordurchfahrt, repräsentative historisierende Sandstein-Putz-Fassade, reich dekorierter Erker, Wandgliederung und Marmor im Eingangsbereich, baugeschichtlich und städtebaulich von Bedeutung | 09291136 |
|                                         | Mietshaus in geschlossener Bebauung und in Ecklage | Gustav-Adolf-Straße 21 (Karte)             | um 1900 (Mietshaus)                                                   | repräsentative historistische Klinkerfassade mit Eckerker, Stuck und Marmor im Eingangsbereich, baugeschichtlich und städtebaulich von Bedeutung | 09291137 |
| Direkt Bild zu diesem Denkmal hochladen | Mietshaus in geschlossener Bebauung und in Ecklage | Gustav-Adolf-Straße 23 (Karte)             | 1890er Jahre (Mietshaus)                                              | mit Eckladen, repräsentative historistische Klinkerfassade,Eckbetonung mit Erker, Stuck und Holztäfelung im Eingangsbereich, baugeschichtlich und städtebaulich von Bedeutung | 09291138 |
|                                         | Mietshaus in geschlossener Bebauung | Gustav-Adolf-Straße 25 (Karte)             | 1889–1890 (Mietshaus)                                                 | repräsentative historistische Klinkerfassade, Stuck und Windfangtür im Eingangsbereich, baugeschichtlich und städtebaulich von Bedeutung | 09291139 |
|                                         | Mietshaus in geschlossener Bebauung | Gustav-Adolf-Straße 26 (Karte)             | um 1905 (Mietshaus)                                                   | historistische Sandstein-Putz-Fassade, reich dekorierter Kastenerker, Stuck im Eingangsbereich, baugeschichtlich und städtebaulich von Bedeutung | 09291112 |
|                                         | Mietshaus in geschlossener Bebauung und in Ecklage (bauliche Einheit mit Tschaikowskistraße 10) | Gustav-Adolf-Straße 27 (Karte)             | 1890er Jahre (Mietshaus)                                              | mit Eckladen, repräsentative historistische Klinkerfassade, Eckerker, bleiverglaste Treppenhausfenster, baugeschichtlich und städtebaulich von Bedeutung | 09291140 |
|                                         | Mietshaus in geschlossener Bebauung | Gustav-Adolf-Straße 28 (Karte)             | um 1900 (Mietshaus)                                                   | historistische Sandstein-Putz-Fassade, reich dekorierter Kastenerker, Putzfassade, Marmor und Fußbodenkacheln im Eingangsbereich, baugeschichtlich und städtebaulich von Bedeutung | 09291113 |
|                                         | Mietshaus in geschlossener Bebauung | Gustav-Adolf-Straße 30 (Karte)             | 1897 (Mietshaus)                                                      | mittenbetonte historistische Klinkerfassade, teilweise geätzte Treppenhausfenster, baugeschichtlich und städtebaulich von Bedeutung | 09291114 |
|                                         | Mietshaus in geschlossener Bebauung | Gustav-Adolf-Straße 32 (Karte)             | um 1890 (Mietshaus)                                                   | historistische Putzfassade, geätzte Treppenhausfenster, baugeschichtlich und städtebaulich von Bedeutung | 09291141 |
|                                         | Mietshaus in geschlossener Bebauung und in Ecklage | Gustav-Adolf-Straße 34 (Karte)             | bezeichnet 1891 (Mietshaus)                                           | repräsentative historistische Klinkerfassade, Eckerker, baugeschichtlich und städtebaulich von Bedeutung | 09291142 |
|                                         | Mietshaus in geschlossener Bebauung | Gustav-Adolf-Straße 36 (Karte)             | um 1890 (Mietshaus)                                                   | repräsentative historistische Putzfassade, geätzte Treppenhausfenster, Stuck und Windfangtür im Eingangsbereich, baugeschichtlich und städtebaulich von Bedeutung | 09291115 |
|                                         | Mietshaus in geschlossener Bebauung | Gustav-Adolf-Straße 38 (Karte)             | 1880er Jahre (Mietshaus)                                              | Gebäude mit Tordurchfahrt und mit Laden, historistische Klinkerfassade mit zwei Kastenerkern, geätzte Treppenhausfenster, baugeschichtlich und städtebaulich von Bedeutung | 09291116 |
|                                         | Mietshaus in geschlossener Bebauung | Gustav-Adolf-Straße 39 (Karte)             | um 1890 (Mietshaus)                                                   | mit Tordurchfahrt und Laden, historistische Putzfassade, geätzte Treppenhausfenster, Holzpaneele in der Tordurchfahrt, baugeschichtlich und städtebaulich von Bedeutung | 09291143 |
|                                         | Mietshaus in geschlossener Bebauung und Hinterhaus | Gustav-Adolf-Straße 40 (Karte)             | um 1895 (Mietshaus)                                                   | Gebäude mit Tordurchfahrt und mit Läden, mittenbetonte historistische Klinkerfassade, geätzte Treppenhausfenster, baugeschichtlich und städtebaulich von Bedeutung | 09291117 |
|                                         | Mietshaus in geschlossener Bebauung | Gustav-Adolf-Straße 41 (Karte)             | um 1890 (Mietshaus)                                                   | mit Tordurchfahrt und mit Laden, repräsentative historistische Putzfassade, Ladenfront original, geätzte Treppenhausfenster, baugeschichtlich und städtebaulich von Bedeutung | 09291144 |
|                                         | Mietshaus in geschlossener Bebauung (ein Grundstück mit Hinrichsenstraße 27) mit Großgarage im Hof | Gustav-Adolf-Straße 42 (Karte)             | 1894 (Mietshaus), 1894 (Garage)                                       | Vorderhaus mit Tordurchfahrt und späteren Ladeneinbauten, historistische Putzfassade, Hintergebäude siehe auch Hinrichsenstraße 27, baugeschichtlich und städtebaulich von Bedeutung | 09291118 |
|                                         | Mietshaus in geschlossener Bebauung | Gustav-Adolf-Straße 43 (Karte)             | um 1900 (Mietshaus)                                                   | repräsentative historistische Putzfassade mit zwei Erkern, bleiverglaste Treppenhausfenster, Stuck und Marmor im Eingangsbereich, baugeschichtlich und städtebaulich von Bedeutung | 09291145 |
|                                         | Mietshaus in ehemals geschlossener Bebauung | Gustav-Adolf-Straße 44 (Karte)             | 1885 (Mietshaus)                                                      | mit Tordurchfahrt, historistische Putzfassade noch von klassizistischer Wirkung, im Innern mit seltenem Lichtschacht, baugeschichtlich und städtebaulich von Bedeutung | 09299423 |
|                                         | Mietshaus in geschlossener Bebauung | Gustav-Adolf-Straße 45 (Karte)             | um 1890 (Mietshaus)                                                   | mit Tordurchfahrt, repräsentative historistische Putzfassade, geätzte Treppenhausfenster, Stuck und Holzpaneele in der Tordurchfahrt, baugeschichtlich und städtebaulich von Bedeutung | 09291146 |
|                                         | Mietshaus in geschlossener Bebauung und Hofflügel | Gustav-Adolf-Straße 47 (Karte)             | 1880er Jahre (Mietshaus)                                              | mit Tordurchfahrt, historistische Putzfassade noch von klassizistischer Wirkung, baugeschichtlich und städtebaulich von Bedeutung | 09291147 |
|                                         | Mietshaus in geschlossener Bebauung | Gustav-Adolf-Straße 47a (Karte)            | um 1890 (Mietshaus)                                                   | historistische Putzfassade, Kastenerker, Jugendstilausmalung im Treppenhaus, baugeschichtlich und städtebaulich von Bedeutung | 09291148 |
|                                         | Mietshaus in ehemals geschlossener Bebauung (bauliche Einheit mit Nr. 57) | Gustav-Adolf-Straße 55 (Karte)             | um 1880 (Mietshaus)                                                   | historistische Putzfassade, baugeschichtlich und städtebaulich von Bedeutung | 09291120 |
|                                         | Mietshaus in geschlossener Bebauung | Gustav-Adolf-Straße 56 (Karte)             | 1880er Jahre (Mietshaus)                                              | mit Tordurchfahrt, repräsentative historistische Klinkerfassade mit Balkons, geätzte Treppenhausfenster, Stuck in der Tordurchfahrt, gehörte zur Aromafabrik Curt Georgi (Produktionsgebäude im Hof, siehe heute unter Waldstraße 15 – Objekt 09291746), baugeschichtlich, ortshistorisch und städtebaulich von Bedeutung | 09291121 |
|                                         | Mietshaus in geschlossener Bebauung in Ecklage (bauliche Einheit mit Nr. 55) | Gustav-Adolf-Straße 57 (Karte)             | 1879–1880 (Mietshaus)                                                 | historistische Putzfassade, Eckerker, teilweise geätzte Treppenhausfenster, Schablonenmalerei der 1920er Jahre im Treppenhaus, baugeschichtlich und städtebaulich von Bedeutung | 09291122 |
|                                         | Mietshaus in geschlossener Bebauung in Ecklage (bauliche Einheit mit Friedrich-Ebert-Straße 98) | Gustav-Adolf-Straße 58 (Karte)             | um 1880 (Mietshaus)                                                   | historistische Putzfassade, Eckerker, geätzte Treppenhausfenster, baugeschichtlich und städtebaulich von Bedeutung | 09291123 |
| Direkt Bild zu diesem Denkmal hochladen | Ufermauern des Elstermühlgrabens | Hinrichsenstraße (Karte)                   | 1890–1892 (Uferbefestigung)                                           | stadtgeschichtliche Bedeutung | 09291787 |
|                                         | Mietshaus in geschlossener Bebauung | Hinrichsenstraße 1 (Karte)                 | 1889–1890 (Mietshaus)                                                 | klassizistisch wirkende Putzfassade mit Sandsteingliederung, Windfangtür, Stuck im Eingangsbereich, baugeschichtlich und städtebaulich von Bedeutung | 09291515 |
|                                         | Mietshaus in halboffener Bebauung | Hinrichsenstraße 1a (Karte)                | um 1880 (Mietshaus)                                                   | historistische Klinkerfassade mit Sandsteingliederung, Balkon, baugeschichtlich und städtebaulich von Bedeutung | 09291516 |
|                                         | Mietshaus in halboffener Bebauung mit Gedenktafel | Hinrichsenstraße 1b (Karte)                | 1865–1866 (Mietshaus)                                                 | klassizistisch wirkende Putzfassade, Wohn- und Sterbehaus des Schriftstellers und Literaturkritikers Rudolf von Gottschall (1823–1909), baugeschichtlich, personengeschichtlich und städtebaulich von Bedeutung | 09291517 |
|                                         | Mietshaus in offener Bebauung mit Einfriedung, Garten und Garage | Hinrichsenstraße 2 (Karte)                 | 1863–1864 (Mietshaus)                                                 | klassizistisch wirkende Putzfassade, Schablonenmalerei 1920er Jahre im Treppenhaus, baugeschichtlich und städtebaulich von Bedeutung | 09291518 |
|                                         | Mietshaus in halboffener Bebauung | Hinrichsenstraße 3 (Karte)                 | 1865 (Mietshaus)                                                      | repräsentative historistische Putzfassade mit Erker, teilweise bleiverglaste Treppenhausfenster, Stuck und Holzpaneele im Eingangsbereich, baugeschichtlich und städtebaulich von Bedeutung | 09291519 |
|                                         | Mietshaus in offener Bebauung | Hinrichsenstraße 4 (Karte)                 | 1864 (Mietshaus)                                                      | repräsentative historistische Putzfassade, Mittelrisalit mit Dreiecksgiebel, baugeschichtlich und städtebaulich von Bedeutung | 09291520 |
|                                         | Mietshaus in offener Bebauung | Hinrichsenstraße 5 (Karte)                 | 1864 (Mietshaus)                                                      | historistische Putzfassade, baugeschichtlich und städtebaulich von Bedeutung | 09291521 |
|                                         | Mietvilla und Hinterhaus | Hinrichsenstraße 6 (Karte)                 | 1865 (Mietvilla)                                                      | historistische Putzfassade noch von klassizistischer Wirkung, baugeschichtlich und städtebaulich von Bedeutung | 09262775 |
|                                         | Mietvilla mit seitlicher Pforte und Hofpflasterung | Hinrichsenstraße 8 (Karte)                 | 1863 (Mietvilla)                                                      | klassizistische Putzfassade, überhöhter Mittelrisalit mit Dreiecksgiebel, baugeschichtlich und städtebaulich von Bedeutung | 09291522 |
|                                         | Mietshaus in offener Bebauung und in Ecklage, mit seitlicher Pforte | Hinrichsenstraße 9 (Karte)                 | 1863 (Mietshaus)                                                      | historistische Putzfassade noch von klassizistischer Wirkung, Eckbetonung mit Balkons, geätzte Treppenhausfenster, baugeschichtlich und städtebaulich von Bedeutung | 09291523 |
|                                         | Mietvilla (Hinrichsenstraße 10) in Ecklage, mit Remisen-Anbau (Leibnizstraße 24) | Hinrichsenstraße 10 (Karte)                | 1865 (Mietvilla)                                                      | repräsentative historistische Putzfassade, Eckbalkon, ehemaliges Wohn- und Bethaus des orthodoxen Rabbiners Israel Friedmann, baugeschichtlich, ortsgeschichtlich und städtebaulich von Bedeutung | 09291785 |
|                                         | Mietshaus in ehemals halboffener Bebauung | Hinrichsenstraße 13 (Karte)                | 1890er Jahre (Mietshaus)                                              | repräsentative historistische Klinkerfassade mit zwei Erkern, Stuckpilaster und Holzpaneele im Eingangsbereich, baugeschichtlich und städtebaulich von Bedeutung | 09291524 |
|                                         | Ehemaliges Altenheim in offener Bebauung, heute Jüdisches Begegnungs- und Kulturzentrum, mit Gartenhaus (Hinterhaus), Vorgarten und Einfriedung sowie Aufzug im Vorderhaus | Hinrichsenstraße 14 (Karte)                | 1928–1931 (Altenheim), 1929 (Aufzug)                                  | ehemaliges Sächsisches Israelitisches Altersheim zu Leipzig, traditionelle Putzfassade der 1920er Jahre, Eckerker, bemerkenswerter Aufzug der Firma Otis von 1929 im Innern, baugeschichtlich, städtebaulich und ortsgeschichtlich von Bedeutung | 09291525 |
|                                         | Mietshaus in geschlossener Bebauung | Hinrichsenstraße 15 (Karte)                | 1890er Jahre (Mietshaus)                                              | historistische Sandsteinfassade mit Erker, Holzpaneele und Stuck im Eingangsbereich, baugeschichtlich und städtebaulich von Bedeutung | 09291526 |
|                                         | Mietshaus in halboffener Bebauung und in Ecklage, mit seitlicher Toreinfahrt | Hinrichsenstraße 16 (Karte)                | um 1895 (Mietshaus)                                                   | repräsentative historistische Klinker-Putz-Fassade mit Sandsteinsockel, mehrere Erker, Eckbetonung, Marmor und Stuck im Eingangsbereich, teilweise geätzte Treppenhausfenster, baugeschichtlich und städtebaulich von Bedeutung | 09291527 |
|                                         | Mietshaus in geschlossener Bebauung (bauliche Einheit mit Nr. 19) | Hinrichsenstraße 17 (Karte)                | um 1895 (Mietshaus)                                                   | historistische Klinkerfassade, Erker, geätzte Treppenhausfenster, Stuck und Holzpaneele im Eingangsbereich, baugeschichtlich und städtebaulich von Bedeutung | 09291528 |
|                                         | Mietshaus in geschlossener Bebauung (bauliche Einheit mit Nr. 20) | Hinrichsenstraße 18 (Karte)                | 1890er Jahre (Mietshaus)                                              | historistische Klinkerfassade mit zwei Erkern, Wandmalerei, Schablonenmalerei im Treppenhaus, baugeschichtlich und städtebaulich von Bedeutung | 09291529 |
|                                         | Mietshaus in geschlossener Bebauung (bauliche Einheit mit Nr. 17) | Hinrichsenstraße 19 (Karte)                | um 1895 (Mietshaus)                                                   | historistische Klinkerfassade, Erker, Holzpaneele und Stuck im Eingangsbereich, baugeschichtlich und städtebaulich von Bedeutung | 09291530 |
|                                         | Mietshaus in geschlossener Bebauung (bauliche Einheit mit Nr. 18) | Hinrichsenstraße 20 (Karte)                | 1890er Jahre (Mietshaus)                                              | historistische Klinkerfassade mit Erker, bleiverglaste Treppenhausfenster, Stuck und Holzpaneele im Eingangsbereich, baugeschichtlich und städtebaulich von Bedeutung | 09291531 |
|                                         | Mietshaus in geschlossener Bebauung | Hinrichsenstraße 21 (Karte)                | 1890er Jahre (Mietshaus)                                              | historistische Klinkerfassade, Holzpaneele und Stuck im Eingangsbereich, baugeschichtlich und städtebaulich von Bedeutung | 09291532 |
|                                         | Mietshaus in geschlossener Bebauung | Hinrichsenstraße 23 (Karte)                | 1890er Jahre (Mietshaus)                                              | historistische Klinkerfassade, Stuck und Holzpaneele im Eingangsbereich, baugeschichtlich und städtebaulich von Bedeutung | 09291533 |
|                                         | Mietshaus in geschlossener Bebauung | Hinrichsenstraße 24 (Karte)                | 1890er Jahre (Mietshaus)                                              | historistische Putzfassade, Stuckreste und Holzpaneele im Eingangsbereich, teilweise bleiverglaste Treppenhausfenster, baugeschichtlich und städtebaulich von Bedeutung | 09291534 |
|                                         | Mietshaus in geschlossener Bebauung | Hinrichsenstraße 25 (Karte)                | um 1890 (Mietshaus)                                                   | mit Tordurchfahrt, historistische Klinkerfassade, geätzte Treppenhausfenster, baugeschichtlich und städtebaulich von Bedeutung | 09291535 |
|                                         | Mietshaus in geschlossener Bebauung (bauliche Einheit mit Nr. 28) | Hinrichsenstraße 26 (Karte)                | 1890er Jahre (Mietshaus)                                              | historistische Klinkerfassade, bleiverglaste Treppenhausfenster, Holzpaneele und Stuck im Eingangsbereich, baugeschichtlich und städtebaulich von Bedeutung | 09291536 |
|                                         | Mietshaus in geschlossener Bebauung (ein Grundstück mit Gustav-Adolf-Straße 42) mit Großgarage im Hof | Hinrichsenstraße 27 (Karte)                | 1894 (Mietshaus), 1894 (Garage)                                       | Vorderhaus mit Tordurchfahrt, Großgarage und Pferdestall im Hinterhof (siehe auch Gustav-Adolf-Straße 42), bemerkenswerte gründerzeitliche Klinkerfassade, klinkerverkleidete Tordurchfahrt, teilweise geätzte Treppenhausfenster, baugeschichtlich und städtebaulich von Bedeutung | 09291537 |
|                                         | Mietshaus in geschlossener Bebauung (bauliche Einheit mit Nr. 26) | Hinrichsenstraße 28 (Karte)                | 1890er Jahre (Mietshaus)                                              | historistische Klinkerfassade, bleiverglaste Treppenhausfenster, Stuck und Holzpaneele im Eingangsbereich, baugeschichtlich und städtebaulich von Bedeutung | 09291538 |
|                                         | Mietshaus in geschlossener Bebauung und Hofpflaster | Hinrichsenstraße 30 (Karte)                | 1890er Jahre (Mietshaus)                                              | historistische Putzfassade, mit Tordurchfahrt und originalen Läden, Stuck in der Tordurchfahrt, geätzte Treppenhausfenster, Stuck und Holzpaneele im Eingangsbereich, baugeschichtlich und städtebaulich von Bedeutung | 09291539 |
|                                         | Mietshaus in halboffener Bebauung | Hinrichsenstraße 32 (Karte)                | 1876 (Mietshaus)                                                      | historistische Putzfassade, geätzte Treppenhausfenster, Holzpaneele und Stuck im Eingangsbereich, Aufenthaltsort Friedrich Nietzsches, baugeschichtlich, personengeschichtlich und stadtentwicklungsgeschichtlich von Bedeutung | 09291540 |
|                                         | Mietshaus in geschlossener Bebauung | Hinrichsenstraße 33 (Karte)                | 1865 (Mietshaus)                                                      | mit späteren Ladeneinbauten, klassizistische Putzfassade, Schaufenster um 1890, baugeschichtlich und städtebaulich von Bedeutung | 09299150 |
|                                         | Mietshaus in geschlossener Bebauung | Hinrichsenstraße 35 (Karte)                | 1905 (Mietshaus)                                                      | mit Laden, späthistoristische Putzfassade mit Erker, bleiverglaste Treppenhausfenster, Ausmalung, Architekten: Weidenbach & Tschammer, baugeschichtlich und städtebaulich von Bedeutung | 09291541 |
|                                         | Mietshaus in geschlossener Bebauung und Hinterhaus | Hinrichsenstraße 37 (Karte)                | 1899–1900 (Mietshaus)                                                 | Vorderhaus mit Tordurchfahrt und Laden, Klinkerfassade, bleiverglaste Treppenhausfenster, Schablonenmalerei im Treppenhaus, wertvolles Jugendstil-Gebäude, Architekt: Paul Möbius, baugeschichtlich und städtebaulich von Bedeutung | 09291616 |
|                                         | Mietshaus in geschlossener Bebauung und Hofpflaster | Hinrichsenstraße 38 (Karte)                | um 1880 (Mietshaus)                                                   | historistische Putzfassade noch von klassizistischer Wirkung, baugeschichtlich und städtebaulich von Bedeutung | 09291617 |
|                                         | Mietshaus in geschlossener Bebauung | Hinrichsenstraße 39 (Karte)                | 1880er Jahre (Mietshaus)                                              | mit Tordurchfahrt, ehemals mit Laden, repräsentative historistische Putzfassade, Treppenhausfenster mit geätzter Verglasung, Stuck in der Tordurchfahrt, baugeschichtlich und städtebaulich von Bedeutung | 09291618 |
|                                         | Mietshaus in geschlossener Bebauung und Hinterhaus | Hinrichsenstraße 40 (Karte)                | ab 1878 (Mietshaus)                                                   | mit Tordurchfahrt, historistische Putzfassade, Stuck in der Tordurchfahrt, baugeschichtlich und städtebaulich von Bedeutung | 09299370 |
|                                         | Mietshaus in geschlossener Bebauung (bauliche Einheit mit Friedrich-Ebert-Straße 106 und 108) | Hinrichsenstraße 41 (Karte)                | 1880er Jahre (Mietshaus)                                              | historistische Putzfassade, Stuck und Ausmalung im Eingangsbereich, Schablonenmalerei und geätzte Verglasung im Treppenhaus, baugeschichtlich und städtebaulich von Bedeutung | 09291619 |
|                                         | Mietshaus in geschlossener Bebauung und Hinterhaus | Hinrichsenstraße 42 (Karte)                | 1870er Jahre (Mietshaus)                                              | mit Laden und Tordurchfahrt, historistische Putzfassade, Stuck in der Tordurchfahrt, Treppenhausfenster mit geätzter Verglasung, baugeschichtlich und städtebaulich von Bedeutung | 09291620 |
|                                         | Mietshaus in geschlossener Bebauung, mit Hofpflasterung | Hinrichsenstraße 44 (Karte)                | bezeichnet 1871 (Mietshaus)                                           | einfach gegliederte Putzfassade, Windfangtür, baugeschichtlich und städtebaulich von Bedeutung | 09291621 |
|                                         | Mietshaus in halboffener Bebauung und in Ecklage | Hinrichsenstraße 46 (Karte)                | um 1865 (Mietshaus)                                                   | historistische Putzfassade, Eckbetonung, baugeschichtlich und städtebaulich von Bedeutung | 09291610 |
|                                         | Einzeldenkmal der Sachgesamtheit Wohnanlage am Rosental: Einfriedungsmauer eines ehemaligen Villengrundstückes, heute Teil einer Wohnanlage (siehe auch Sachgesamtheitsliste – Obj. 09304537, Jacobstraße 12-22) | Humboldtstraße (Karte)                     | 1908 (Einfriedung)                                                    | Teil einer kleinen Wohnanlage am Rand des Rosentales (siehe auch Rosentalgasse 15-27 und Jacobstraße 12-22), letzter Rest der ehemaligen Bleichertvilla, baugeschichtlich und ortsgeschichtlich von Bedeutung | 09299444 |
|                                         | Villa in halboffener Bebauung, Remisengebäude mit integriertem Musikpavillon sowie Garten und seitliche Toreinfahrt | Humboldtstraße 1 (Karte)                   | 1872–1873 (Villa), 1874 (Remisengebäude)                              | repräsentative Putzfassade, im Stil des Historismus (Neorenaissance), im Anschluss an Humboldtstraße 3 errichtet, erbaut für den Kaufmann und Bankier Israel Wilhelm Lustig, baugeschichtlich und ortsgeschichtlich von Bedeutung Denkmaltext 1872–1873 für Israel Wilhelm Lustig, Pläne von Architekt Bruno Grimm, Ausführung Maurermeister Siegel & Ullrich. Die „Villa Lustig“ lag ursprünglich nur etwa drei Meter vom Pleißemühlgraben entfernt. Die flussseitige Westfassade ist denn auch mit zwei schmuckreichen Erkern besonders repräsentativ gestaltet, hier lag der große Speisesalon, von dem aus eine Terrasse zum Garten führte. Der an Vorbilder der italienischen Renaissance orientierte, streng gegliederte Bau ist im Osten an das etwa gleichzeitig erbaute viergeschossige Mietshaus Nummer 3 angelehnt, entsprechend ist der Villengrundriss variiert: Von der seitlichen Durchfahrt geht ein korridorähnlicher Vorsaal ab, an dem nach vorn die Repräsentationsräume (Empfangszimmer, Herren- und Damenzimmer) gelegen sind, während die Nordostecke durch ein Neben-Treppenhaus als Dienstbotentrakt erschlossen wird. Küche, Hausmeisterwohnung und zentrale Heizanlage (!) lagen im Souterrain, das erste Obergeschoss enthielt die Schlafzimmer während sich im Mezzanin Dienstmädchenkammern und Bodenräume befanden. Im 1873 erbauten Stall- und Remisengebäude wurde 1896 statt des Pferdestalls eine von Säulen getragene offene Gartenloggia errichtet, 1921 wurde die Remise in eine Garage umgewandelt. Das „S“ in der Fensternische über der Eingangszone erinnert an den späteren Besitzer Adolf Schroeder, Inhaber der zur Firma Sieler & Vogel gehörenden Papierfabrik. LfD 1998/2002 | 09290218 |
| Weitere Bilder                          | Mietshaus in geschlossener Bebauung und in Ecklage | Humboldtstraße 2 (Karte)                   | 1869 (Mietshaus)                                                      | reich dekorierte, historistische Putzfassade, Eckerker, Stuck und Fußbodenkacheln im Eingangsbereich, baugeschichtlich von Bedeutung Denkmaltext Juli 1869 Bauantrag von Amalie Hennigk, Strohutfabrikanten-Witwe, Pläne von Rossbach & Lüders, Architekten. Der Eckbau zur Lortzingstraße, rückseitig direkt auf der Ufermauer des Pleißemühlgrabens errichtet, war das erste Mietshaus in der neu projektierten Straße, die über das zur „Blauen Mütze“ gehörende Gartengelände verlief. Er ist eines der ersten Leipziger Werke des jungen Arwed Rossbach, der seit 1868 in der Stadt lebte. Der mächtige fünfgeschossige Bau wird über dem hohen, mit kräftiger Putzquaderung und Rundbogenfenstern ausgestatteten Erdgeschoss klar gegliedert: die beiden Hauptgeschosse sind durch Fenstergröße, Verdachungen, Stuckfriese und Konsolen hervorgehoben, der fein durchgebildete zweigeschossige Eckerker, mit zierlichen kannelierten Halbsäulen akzentuiert die Mitte des Gebäudes.(Über dem ersten Erkergeschoss zeigt ein Stuckrelief mit Hut und Strohbund den Beruf der Bauherren an). Den prächtigen Fassadenabschluss bildet ein plastisch stark vorspringendes Hauptgesims. Ursprünglich besaß das herrschaftliche Wohnhaus in den Hauptetagen nur eine Wohnung, mit separatem Dienstbotenbereich. LfD 1998/2002 | 09290219 |
| Weitere Bilder                          | Geschäftshaus in offener Bebauung und in Ecklage | Humboldtstraße 2a (Karte)                  | 1921–1923 (Geschäftshaus)                                             | markante Klinkerfassade mit Baukeramik im Stil der 1920er Jahre, baugeschichtlich, ortsgeschichtlich und straßenbildprägend von Bedeutung | 09290220 |
|                                         | Mietshaus in geschlossener Bebauung und in Ecklage | Humboldtstraße 3 (Karte)                   | 1871 (Mietshaus)                                                      | mit Tordurchfahrt, repräsentative historistische Putzfassade, Eckerker, baugeschichtlich von Bedeutung Denkmaltext April 1871 Bauantrag von E.F. Berger, Pläne von Maurermeister R.Lüders (?,unleserlich). Das nordwestliche Eckhaus zur Lortzingstraße ist etwa nach dem gleichen Schema gegliedert wie der gegenüberliegende Rossbach-Bau: hohes Sockelgeschoss mit Putznutung und rundbogigen Fenstern, zwei betonte Hauptgeschosse, zweigeschossiger Eckerker auf Konsolen. Der an Fensterverdachungen, Gesimsen und vor allem am Erker konzentrierte Bauschmuck zeigt ebenfalls die zierlichen Formen der so genannten hellenistischen Renaissance: Festons, Fruchtgehänge, Mäanderfriese, wie sie für die frühen 1870er Jahre typisch waren. LfD 1998/2002 | 09290221 |
|                                         | Mietshaus in geschlossener Bebauung und in Ecklage | Humboldtstraße 4 (Karte)                   | 1872 (Mietshaus)                                                      | historistische Putzfassade mit Balkons, Stuckreliefs im Eingangsbereich, geätzte Treppenhausfenster, baugeschichtlich von Bedeutung Denkmaltext April/Mai 1872 Bauantrag und Pläne von Julius Wilhelm Strassburger. Der Maurermeister war Besitzer der drei Grundstücke an der platzartigen Ausweitung zwischen Humboldt- und Lortzingstraße (s. auch Lortzingstraße 12). Seine Mietshäuser zeichnen sich durch ausgewogene Neorenaissance-Fassaden mit sparsam und akzentuiert eingesetzten feingliedrigen Stuckdekorationen aus: bei Nummer 4 konzentrieren sie sich hauptsächlich auf die drei Mittelachsen zum „Humboldtplatz“, zentriert durch zierliche gusseiserne Scheinbalkons, bei Nummer 6 auf die äußeren Fassadenachsen und den erst 1879 angefügten Mittelerker. Das jeweilige Obergeschoss (bei Nummer 6 kriegszerstört), durch ein kräftiges Gesims von den drei Hauptetagen getrennt, ist deutlich niedriger und nur durch Putzspiegel gegliedert. In Nummer 6 wohnte um 1920 der Porträtmaler Eugen Urban. LfD 1998/2002 | 09290222 |
|                                         | Mietshaus in geschlossener Bebauung und in Ecklage | Humboldtstraße 5 (Karte)                   | 1871 (Mietshaus)                                                      | historistische Putzfassade mit Balkons, Stuck im Eingangsbereich, baugeschichtlich von Bedeutung Denkmaltext Mai 1871 Bauantrag auf zwei Wohnhäuser für Ernst Ed. Proft, Pläne von Maurermeister Heinrich Bruno Oehlschlegel und H. Dressler. Der Eckbau Humboldtstraße bildet mit dem anstoßenden Mietshaus in der Lortzingstraße durch die identische Fassadengestaltung eine Einheit. Die gleichmäßige Reihung der Rundbogenfenster im Erdgeschoss und über jedem Geschoss verlaufende, mit zarten Zierfriesen unterlegte Gesimse binden den 20-achsigen Baukomplex zusammen. Anders als bei den gegenüberliegenden Eckbauten am „Humboldtplatz“ sind die Gebäudeecken nicht abgeschrägt und durch Erker betont, sondern nur mit eingestellten Halbsäulen gerundet. Bei beiden Häusern sind die Eingangsachsen durch filigrane Gusseisen-Balkongitter und einem Grotesken-Motiv in der Lunette geschmückt. LfD 1998/2002 | 09290223 |
|                                         | Mietshaus in geschlossener Bebauung | Humboldtstraße 6 (Karte)                   | 1872 (Mietshaus)                                                      | historistische Putzfassade, Kastenerker, geätzte Treppenhausfenster, baugeschichtlich von Bedeutung Denkmaltext April/Mai 1872 Bauantrag und Pläne von Julius Wilhelm Strassburger. Der Maurermeister war Besitzer der drei Grundstücke an der platzartigen Ausweitung zwischen Humboldt- und Lortzingstraße (s. auch Lortzingstraße 12). Seine Mietshäuser zeichnen sich durch ausgewogene Neorenaissance-Fassaden mit sparsam und akzentuiert eingesetzten feingliedrigen Stuckdekorationen aus: bei Nummer 4 konzentrieren sie sich hauptsächlich auf die drei Mittelachsen zum „Humboldtplatz“, zentriert durch zierliche gusseiserne Scheinbalkons, bei Nummer 6 auf die äußeren Fassadenachsen und den erst 1879 angefügten Mittelerker. Das jeweilige Obergeschoss (bei Nummer 6 kriegszerstört), durch ein kräftiges Gesims von den drei Hauptetagen getrennt, ist deutlich niedriger und nur durch Putzspiegel gegliedert. In Nummer 6 wohnte um 1920 der Porträtmaler Eugen Urban. LfD 1998/2002 | 09290224 |
|                                         | Mietshaus in geschlossener Bebauung | Humboldtstraße 7 (Karte)                   | nach 1870 (Mietshaus)                                                 | mit Tordurchfahrt, historistische Putzfassade, baugeschichtlich von Bedeutung | 09290225 |
|                                         | Mietshaus in geschlossener Bebauung | Humboldtstraße 8 (Karte)                   | 1872 (Mietshaus)                                                      | mit Hausdurchgang, historistische Putzfassade, baugeschichtlich von Bedeutung Denkmaltext Juni 1872 Antrag auf Wohnhaus und Hintergebäude, Pläne von Louis Rossberger, Architekt und Baumeister für Gustav Glauche. Das fünfgeschossige Vorderhaus zeichnet sich durch entschiedener Horizontalgliederung aus: Zwei Hauptetagen sind durch kräftige Fensterbekrönungen im rhythmische Wechsel von Dreiecks- und geraden Bedachungen betont, die beiden in der Höhe differenzierten fast schmucklosen Obergeschosse werden durch Gesimse zusammengefasst. Das zweigeschossige Hofgebäude ursprünglich als Wohnhaus errichtet, später zur Werkstatt umgebaut (Fleischer, Tischler, Glaser, Kunstschlosserei). LfD 1998/2002 | 09290226 |
|                                         | Mietshaus in ehemals halboffener Bebauung und in Ecklage | Humboldtstraße 12a (Karte)                 | 1870–1871 (Mietshaus)                                                 | ehemals mit Laden, historistische Putzfassade reduziert, Eckerker, baugeschichtlich und städtebaulich von Bedeutung Denkmaltext Humboldtstraße 12a (ehemals Pfaffendorfer Straße 11), Ortsteil Zentrum-Nord Ein erstes Baugesuch zur Errichtung eines Mietshauses auf dem Eckgrundstück zur Pfaffendorfer Straße vom 19. Oktober 1869, ein knappes Jahr später reichen der Bauherr (Johann) Gottwald Kahl und der entwerfende Maurermeister C. F. Bose einen neuerlichen Antrag mit geänderter Fassadengestaltung ein. Im Jahr 1929 geht das Grundstück in den Besitz der „Ruhegehalts-, Witwen- und Waisenkasse für deutsche Rechtsanwälte und Notare, Halle a. S.“ über. Dieser Eigentümerwechsel zieht 1933 eine der umgreifendsten Veränderungen nach sich: unter der Bauoberleitung und nach Plänen von Architekt Friedrich Hartmeyer werden die großzügig bemessenen Wohnungen jeweils geteilt, 1934 Ausbau des Ladens zu Wohnraum. Zur gleichen Zeit erfolgt mit Sicherheit auch der glatte Neuverputz der Fassade. Ein dreigeschossiger, historischer Anbau in der Humboldtstraße wurde 2005 durch die LWB ohne Genehmigung abgebrochen. Die Entwurfsplanung für das eindrückliche Eckgebäude zeigt eine strenge, linear gegliederte Putzfassade mit Dekorelementen aus Sandstein. Durch die schmalen und extrem längsrechteckigen Fenster entsteht die große Vertikaltendenz, der Eckerker besticht durch kunstfertige Sandsteinelemente. Das Gebäude gehört zu einem der interessantesten städtebaulichen Ensemble weitgehend baueinheitlich errichteter Wohn- und Geschäftshäuser, die eine Straßenkreuzung in der Nordvorstadt ausprägen. LfD/2006 | 09290229 |
| Direkt Bild zu diesem Denkmal hochladen | Gedenktafel an einem Mietshaus | Jacobstraße 1 (Karte)                      | bezeichnet 1701 (Gedenktafel)                                         | am Eckhaus Jahnallee zur Erinnerung an den Wiederaufbau der durch einen Brand zerstörten Angermühle (diese Mühle 1879 abgebrochen), ortsgeschichtlich von Bedeutung | 09261117 |
|                                         | Mietshaus in halboffener Bebauung und in Ecklage | Jacobstraße 2 (Karte)                      | 1880er Jahre (Mietshaus)                                              | mit Laden und Tordurchfahrt, historistische Putzfassade mit Balkons, Schablonenmalerei im Treppenhaus 1920er Jahre, baugeschichtlich und städtebaulich von Bedeutung | 09290243 |
|                                         | Mietshaus in geschlossener Bebauung | Jacobstraße 3 (Karte)                      | 1880er Jahre (Mietshaus)                                              | mit Tordurchfahrt, opulent dekorierte Putzfassade im Stil des Historismus, Stuck in den Wohnungen, baugeschichtlich und städtebaulich von Bedeutung | 09290244 |
|                                         | Mietshaus in geschlossener Bebauung | Jacobstraße 4 (Karte)                      | 1880er Jahre (Mietshaus)                                              | mit Tordurchfahrt, historistische Putzfassade, reicher Stuck im Eingangsbereich, baugeschichtlich und städtebaulich von Bedeutung | 09290245 |
|                                         | Mietshaus in geschlossener Bebauung | Jacobstraße 6 (Karte)                      | 1881 (Mietshaus)                                                      | historistische Putzfassade, zeitweise Sitz des Seemann-Verlages, baugeschichtlich und städtebaulich von Bedeutung | 09300162 |
|                                         | Mietshaus in geschlossener Bebauung | Jacobstraße 7 (Karte)                      | 1880er Jahre (Mietshaus)                                              | mit Tordurchfahrt, repräsentative historistische Sandsteinfassade, mit Erker und Loggien, Stuck und Karyatiden im Eingangsbereich, baugeschichtlich und städtebaulich von Bedeutung | 09290246 |
|                                         | Mietshaus in geschlossener Bebauung | Jacobstraße 8 (Karte)                      | um 1885 (Mietshaus)                                                   | mit Hausdurchgang, historistische Putzfassade, Stuck im Eingangsbereich, baugeschichtlich und städtebaulich von Bedeutung | 09292392 |
|                                         | Mietshaus in geschlossener Bebauung, mit Seitenflügel zum Hof | Jacobstraße 9 (Karte)                      | 1880er Jahre (Mietshaus)                                              | mit Tordurchfahrt, repräsentative historistische Putzfassade, mittige Betonung durch Balkons, baugeschichtlich und städtebaulich von Bedeutung | 09290247 |
|                                         | Mietshaus in halboffener Bebauung | Jacobstraße 10 (Karte)                     | 1880er Jahre (Mietshaus)                                              | historistische Putzfassade, als Kopfbau einer Mietshauszeile gestaltet, verglaste Veranden zum Elstermühlgraben, baugeschichtlich und städtebaulich von Bedeutung | 09290248 |
|                                         | Mietshaus in geschlossener Bebauung | Jacobstraße 11 (Karte)                     | im Kern 1880er Jahre (Mietshaus), 1905 (Mietshaus)                    | schlichte Putzfassade, gestaltet durch zwei überhöhte Seitenrisalite und Mittelerker, stilistisch zwischen Historismus und Jugendstil, baugeschichtlich und städtebaulich von Bedeutung | 09290249 |
| Direkt Bild zu diesem Denkmal hochladen | Sachgesamtheit Wohnanlage am Rosental, mit den Einzeldenkmalen: drei Mehrfamilienhäuser Jacobstraße 12/14, 16/18 und 20/22 (siehe Einzeldenkmalliste – Obj. 09299442, Jacobstraße 12-22) sowie vier Mehrfamilienhäuser Rosentalgasse 15, 17/19, 21/23 und 25/27 (siehe Einzeldenkmalliste – Obj. 09299443, Rosentalgasse 15-27) einer Wohnanlage sowie Einfriedungsmauer eines ehemaligen Villengrundstückes an der Humboldtstraße (siehe Einzeldenkmalliste – Obj. 09299444, Humboldtstraße), weiterhin ehemaliger Villengarten, später Siedlungsgrün und Vorgärten mit Einfassung und Zufahrten | Jacobstraße 12; 14; 16; 18; 20; 22 (Karte) | 1937–1938 (Wohnanlage)                                                | Wohnanlage im traditionalistischen Stil der 1930er Jahre, zwischen Mietshausquartieren des Waldstraßenviertels und dem Leipziger Rosental, auf dem Gelände der Villa des Fabrikanten Rudolf Bleichert errichtet (Villa für die neue Wohnanlage abgebrochen), baugeschichtlich, ortsgeschichtlich und städtebaulich von Bedeutung | 09304537 |
|                                         | Einzeldenkmal der Sachgesamtheit Wohnanlage am Rosental: drei Mehrfamilienhäuser (Doppelhäuser, Nr. 12/14, 16/18 und 20/22) einer Wohnanlage (siehe auch Sachgesamtheitsliste – Obj. 09304537, Jacobstraße 12-22) | Jacobstraße 12; 14; 16; 18; 20; 22 (Karte) | 1937–1938 (Mehrfamilienwohnhaus)                                      | Wohnanlage im traditionalistischen Stil der 1930er Jahre, zwischen Mietshausquartieren des Waldstraßenviertels und dem Leipziger Rosental, baugeschichtlich und städtebaulich von Bedeutung | 09299442 |
|                                         | Mietshaus in geschlossener Bebauung | Jacobstraße 13 (Karte)                     | 1880er Jahre (Mietshaus)                                              | mit Laden, repräsentative historistische Putzfassade, Mittelerker, Marmorstufen im Eingangsbereich, baugeschichtlich und städtebaulich von Bedeutung | 09290250 |
|                                         | Mietshaus in rückwärtiger Bebauung (Hinterhaus von Gustav-Adolf-Straße 1) | Jacobstraße 15 (Karte)                     | 1880er Jahre (Mietshaus)                                              | schlichtere historistische Putzfassade, baugeschichtlich von Bedeutung | 09290251 |
|                                         | Kirchgemeindehaus (mit zwei Hausnummern) der Evangelisch-Freikirchlichen Gemeinde (Brüdergemeinde) | Jacobstraße 17; 19 (Karte)                 | im Kern 1909 (Gemeindehaus), 1951–1954 (Gemeindehaus)                 | Putzfassade im traditionalistischen Stil der 1950er Jahre, im Kern älteres Gebäude, baugeschichtlich und ortsgeschichtlich von Bedeutung | 09290252 |
|                                         | Villa mit Villengarten, Einfriedung und Nebengebäude | Jacobstraße 25 (Karte)                     | bezeichnet 1909 (Villa)                                               | prächtig gestaltete Villa, historisierende Klinkerfassade, Stuck in den Räumen erhalten, baugeschichtlich von Bedeutung | 09290253 |
|                                         | Villa mit Villengarten, Nebengebäude und Einfriedung | Jacobstraße 27 (Karte)                     | 1928 (Villa)                                                          | markante Putzfassade, Art-Déco-Gestaltung, baugeschichtlich von Bedeutung | 09290254 |
| Weitere Bilder                          | Zeppelinbrücke: Straßenbrücke über das Elsterflutbecken | Jahnallee (Karte)                          | 1913–1915 (Straßenbrücke)                                             | mehrbogige Brücke in architektonisch ansprechender Gestaltung, baugeschichtlich, technikgeschichtlich und ortsgeschichtlich von Bedeutung | 09293978 |
| Direkt Bild zu diesem Denkmal hochladen | Allee | Jahnallee                                  | 1930er Jahre (Allee)                                                  | vierreihige Lindenallee zwischen Zeppelinbrücke und Waldplatz, im Zusammenhang mit der Gestaltung der ehemaligen Frankfurter Wiesen geplant und angelegt, gartengeschichtlich und städtebaulich von Bedeutung | 09306913 |
|                                         | Mietshaus in geschlossener Bebauung und in Ecklage | Jahnallee 2 (Karte)                        | um 1865 (Mietshaus)                                                   | mit Tordurchfahrt, klassizistische Putzfassade, baugeschichtlich und städtebaulich von Bedeutung | 09291676 |
|                                         | Mietshaus in geschlossener Bebauung | Jahnallee 4 (Karte)                        | um 1865 (Mietshaus)                                                   | mit Tordurchfahrt und mit Laden, historistische Putzfassade noch von klassizistischer Wirkung, bleiverglaste Treppenhausfenster, Holzpaneele und Wandgliederung in der Tordurchfahrt, baugeschichtlich und städtebaulich von Bedeutung | 09291677 |
|                                         | Wohnhaus (Nr. 6) in halboffener Bebauung und drei Hofgebäude (Nr. 6a-6c) | Jahnallee 6; 6a; 6b; 6c (Karte)            | 1739–1740 (Hofgebäude), um 1865 (Wohnhaus), Ende 19. Jh. (Hinterhaus) | Vorderhaus mit Läden und Tordurchfahrt, einfache Putzfassade, Hoftor mit farbiger Verglasung, schöne Ladenfront, ein Hofgebäude vermutlich Nebengebäude der ehemaligen Ratsziegelei, vermutlich 1838–1844 Wohnort des Komponisten Albert Lortzing (1801–1851), baugeschichtlich, ortsgeschichtlich und städtebaulich von Bedeutung | 09291679 |
|                                         | Mietshaus in geschlossener Bebauung | Jahnallee 8 (Karte)                        | 1870er Jahre (Mietshaus)                                              | mit Läden, streng gegliederte, historistische Putzfassade, bleiverglaste Windfangtür, Stuck im Eingangsbereich, baugeschichtlich und städtebaulich von Bedeutung | 09291681 |
|                                         | Doppelmietshaus in geschlossener Bebauung | Jahnallee 10; 12 (Karte)                   | 1910–1912 (Doppelmietshaus)                                           | mit Läden, Putzfassade mit flachen Erkern, Reformstil-Architektur, 2006 Abbruch Hofgebäude mit Auto-Hochgarage, vergleiche auch Tschaikowskistraße 7, baugeschichtlich und städtebaulich von Bedeutung | 09291682 |
|                                         | Mietshaus in ehemals geschlossener Bebauung und Hofgebäude mit Schornstein | Jahnallee 14 (Karte)                       | 1897–1899 (Mietshaus)                                                 | mit Läden, monumentale Sandstein-Klinker-Fassade mit zwei Erkern, bedeutender Jugendstilbau des Architekten Paul Möbius, baugeschichtlich, künstlerisch und städtebaulich von Bedeutung | 09291685 |
|                                         | Mietshaus in halboffener Bebauung und in Ecklage (Anschriften: Jahnallee 20, Waldstraße 1 und Friedrich-Ebert-Straße 90) | Jahnallee 20 (Karte)                       | um 1880 (Mietshaus)                                                   | mit Läden, historistische Putzfassade, Eckbetonung mit Türmchen, geätzte Treppenhausfenster, Stuck und Terrazzo im Eingangsbereich, reich dekorierter Kopfbau am Waldplatz, baugeschichtlich und städtebaulich von Bedeutung | 09291753 |